# Liste der Biografien/Kes
Liste der Biografien |
Portal Biografien |
Personensuche
# |
A |
B |
C |
D |
E |
F |
G |
H |
I |
J |
K |
L |
M |
N |
O |
P |
Q |
R |
S |
T |
U |
V |
W |
X |
Y |
Z |
?
 
Ka |
Kb |
Kc |
Kd |
Ke |
Kf |
Kg |
Kh |
Ki |
Kj |
Kl |
Km |
Kn |
Ko |
Kp |
Kr |
Ks |
Kt |
Ku |
Kv |
Kw |
Ky |
Kx |
Kz
 
Kea |
Keb |
Kec |
Ked |
Kee |
Kef |
Keg |
Keh |
Kei |
Kej |
Kek |
Kel |
Kem |
Ken |
Keo |
Kep |
Ker |
Kes |
Ket |
Keu |
Kev |
Kew |
Kex |
Key |
Kez
Die Liste der Biografien führt alle Personen auf, die in der deutschsprachigen Wikipedia einen Artikel haben. Dieses ist eine Teilliste mit 504 Einträgen von Personen, deren Namen mit den Buchstaben „Kes“ beginnt.

## Kes
- Kes, Willem (1856–1934), niederländischer Dirigent

### Kesa
- Kesa, Dan (* 1971), kanadischer Eishockeyspieler und -trainer
- Kesaer, Franz Xaver von (1740–1804), österreichischer Mathematiker, Hochschullehrer und Geistlicher
- Kesal, Ercan (* 1959), türkischer Arzt und SchauspielerErcan Kesal (* 1959)

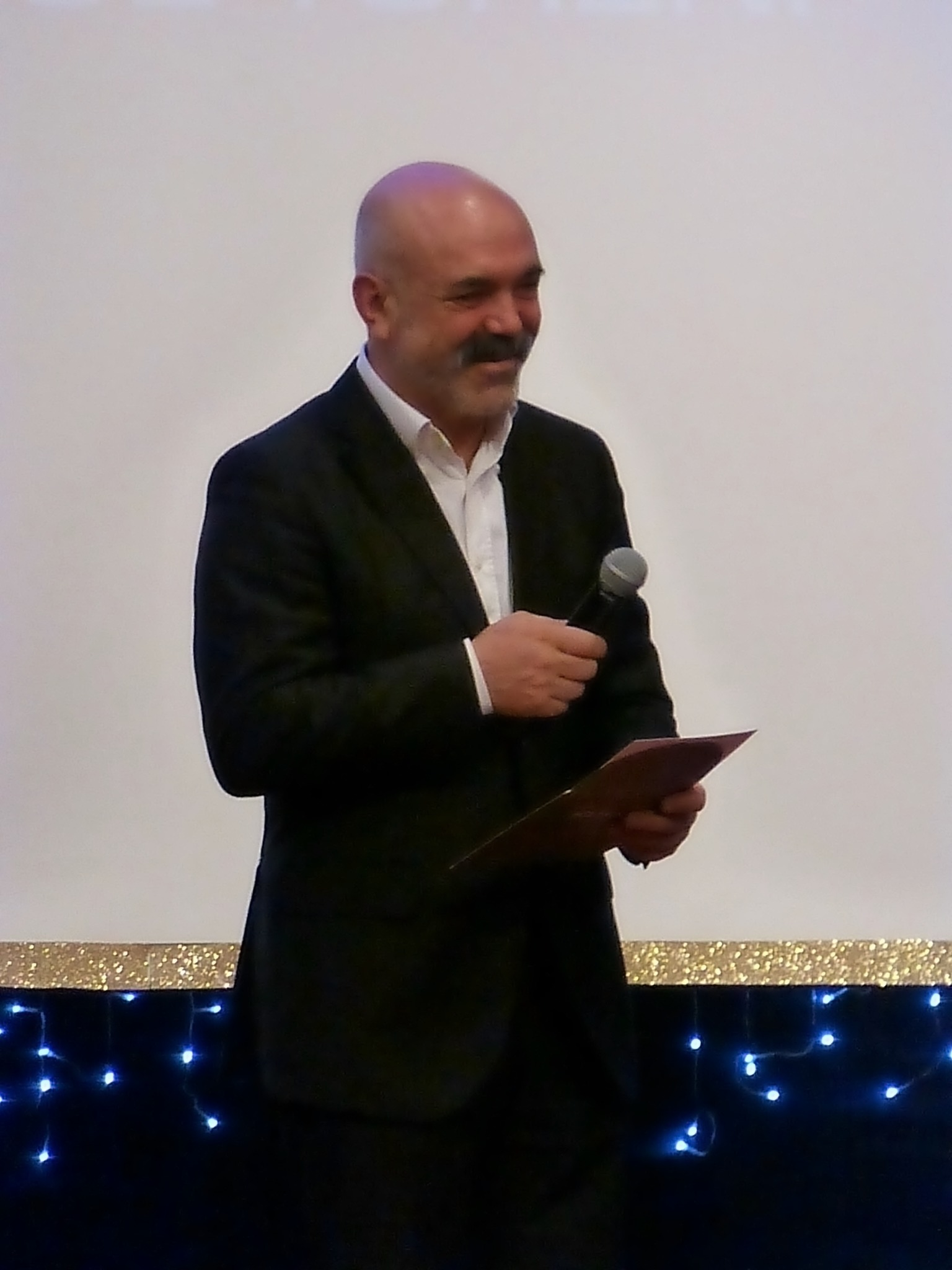
Ercan Kesal (* 1959)

- Kesang Choden (* 1930), Königin und Königinmutter in Bhutan
- Kesar, Jisra’el (1931–2019), israelischer Politiker und Minister
- Kesavapany, Krishnasamy (* 1936), singapurischer Diplomat

### Kesb
- Kesber, Dim (1930–2013), niederländischer Jazzmusiker (Klarinette, Saxophone) und Chemiker

### Kesc
- Keschmann, Anton (1870–1947), österreichischer Jurist, Politiker
- Keschtmand, Sultan Ali (* 1935), afghanischer Politiker

### Kesd
- Kešdut, Prinzessin, Tochter von Isar-Damu und von dessen Gemahlin Tabur-damu

### Kese
- Kesek, Kader (* 1968), deutsch-türkischer Musiker, Songwriter, Liedtexter, Regisseur und Musikproduzent
- Kesel, Antonia (* 1962), deutsche Bionikerin
- Kesel, Barbara (* 1960), US-amerikanische Comicautorin und Redakteurin
- Kesel, Herbert (1931–2011), deutscher Ruderer
- Kesel, Johann Adam (1700–1776), deutscher Kaufmann sowie Bürgermeister der Reichsstadt Kempten
- Kesel, Karl (* 1959), US-amerikanischer Comicautor und -zeichner
- Keseling, Gisbert (* 1928), deutscher Linguist
- Kešelj, Marko (* 1988), serbischer Basketballspieler
- Kešeljević-Barbezat, Olga (1913–2015), französische Theaterschauspielerin
- Keselowski, Brad (* 1984), US-amerikanischer Rennfahrer
- Késely, Ajna (* 2001), ungarische Schwimmerin
- Kesen, Nihat (* 1961), türkisch-deutscher Comiczeichner
- Keser, Duygu (* 1990), türkische Schauspielerin
- Keser, Erdal (* 1961), türkischer Fußballspieler und -trainerErdal Keser (* 1961)

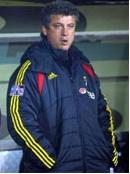
Erdal Keser (* 1961)

- Keser, Gökhan (* 1987), türkischer Schauspieler Model und Sänger
- Keser, Nil (* 1995), türkische Schauspielerin
- Keser, Polat (* 1985), türkischer Fußballspieler
- Keseraschwili, Dawit (* 1978), georgischer Politiker
- Keserauskas, Šarūnas (* 1975), litauischer Jurist
- Keseroğlu, Abdullah (* 1988), türkischer Fußballspieler
- Keseroglu, Michael (* 1987), deutscher Schauspieler
- Keserović, Tina (* 1987), kroatische Schauspielerin
- Keserű, Alajos (1905–1965), ungarischer Wasserballspieler
- Keșerü, Claudiu (* 1986), rumänischer Fußballspieler
- Keserű, Ferenc (1903–1968), ungarischer Wasserballspieler
- Keserű, Ferenc (* 1946), ungarischer Radrennfahrer
- Keserű, Jánosné (1925–2018), ungarische kommunistische Politikerin
- Kesey, Ken (1935–2001), US-amerikanischer Schriftsteller und Aktionskünstler

### Kesg
- Kesgin, Kerem Atakan (* 2000), türkischer Fußballspieler

### Kesh
- Kesha (* 1987), US-amerikanische Popsängerin, Rapperin und SongwriterinKesha (* 1987)

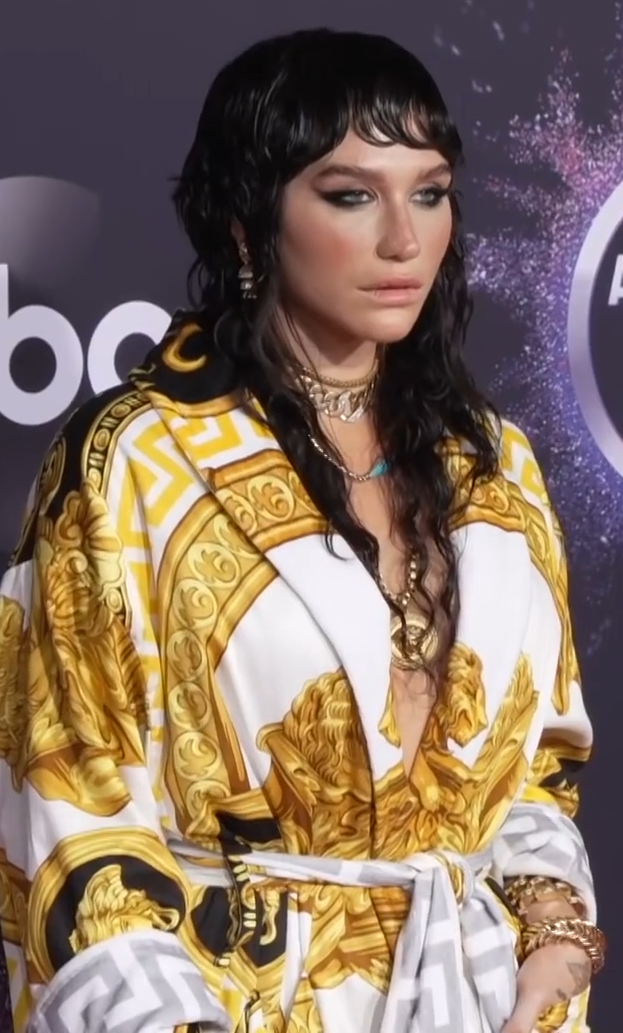
Kesha (* 1987)

- Keshavan, Shiva (* 1981), indischer Rennrodler
- Keshavarz, Maryam (* 1975), US-amerikanische Filmproduzentin, Filmregisseurin und Drehbuchautorin mit iranischen Vorfahren
- Keshavarz, Peyman (* 1995), iranischer Fußballspieler
- Keshavjee, Shafique (* 1955), kenianischer Theologe, Autor und Hochschullehrer
- Keshavsut (1866–1905), indischer Lyriker
- Keshawarz, Donnie (* 1969), kanadisch-amerikanischer Theater-, Film- und TV Schauspieler
- Keshen, Christine (* 1978), kanadische Curlerin
- Keshet, Sassy (* 1946), israelischer Sänger und Schauspieler
- Keshi, Stephen (1962–2016), nigerianischer Fußballspieler und -trainer
- Keshmiri, Margit (* 1957), österreichische Politikerin (LIF), Landtagsabgeordnete

### Kesi
- Kesić, Vesna (1948–2020), jugoslawische bzw. kroatische Journalistin und Feministin
- Kesici, Burhan (* 1972), deutscher Generalsekretär des Islamrats
- Kesici, Martin (* 1973), deutscher Rockmusiker und RadiomoderatorMartin Kesici (* 1973)

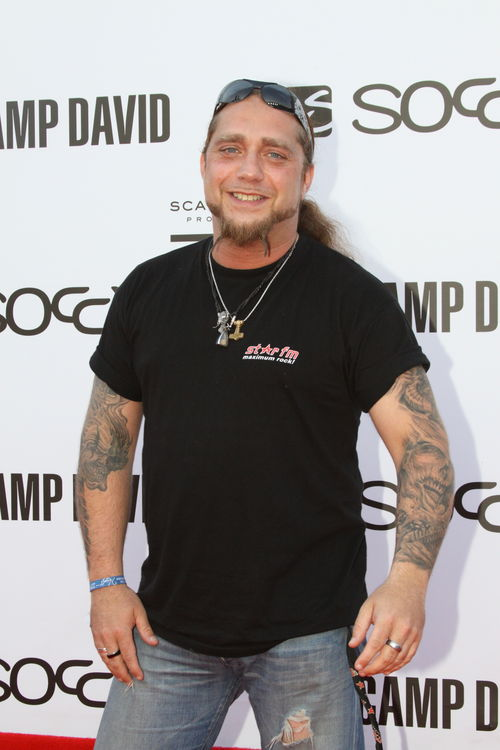
Martin Kesici (* 1973)

- Kesik, Mesut (* 2003), deutscher Fußballspieler
- Kesim, Ahmet (* 1990), türkischer Fußballspieler
- Kesim, Celalettin (1943–1980), türkischer Kommunist und Lehrer
- Kesimal, Serdar (* 1989), türkischer Fußballspieler

### Kesj
- Kesjár, Csaba (1962–1988), ungarischer Automobilrennfahrer

### Kesk
- Keska, Karl (* 1972), britischer Langstreckenläufer
- Keskin, Burak (* 1987), türkischer Fußballspieler
- Keskin, Eren (* 1959), türkische Anwältin und Menschenrechtlerin
- Keskin, Erol (1927–2016), türkischer Fußballspieler
- Keskin, Gökhan (* 1966), türkischer Fußballspieler und -trainer
- Keskin, Hakkı (* 1943), deutscher Politiker (Linke), MdHB, MdB
- Keskin, Mustafa Samican (* 1993), türkischer Fußballspieler
- Keskin, Ramazan (* 1999), türkischer Fußballspieler
- Keskin, Recep (* 1949), türkisch-deutscher Unternehmer
- Keskin, Serdar (* 1984), deutsch-türkischer Schauspieler und Filmemacher
- Keskinarkaus, Mikko (* 1979), finnischer Nordischer Kombinierer
- Keskinci, Reyhan Asena (* 2001), türkische Schauspielerin
- Keskinen, Esa (* 1965), finnischer Eishockeyspieler
- Keskinen, Topi (* 2003), finnischer Fußballspieler
- Keskiner, Mehmet Ali (1906–1989), türkischer General
- Keskinler, Gül (* 1960), deutsche Projektmanagerin
- Keskisalo, Jukka (* 1981), finnischer Leichtathlet
- Keskitalo, Aili (* 1968), norwegisch-samische Politikerin
- Keskitalo, Kalle (* 1995), finnischer Unihockeyspieler
- Keskitalo, Petri (1972–2023), finnischer Musiker (Tuba)
- Keskitalo, Saara (* 2000), finnische Hürdenläuferin
- Keskivitikka, Kaija-Liisa (* 1945), finnische Eisschnellläuferin
- Keskküla, Ando (1950–2008), estnischer Maler und Videokünstler
- Kesküla, Aleksander (1882–1963), estnischer Politiker und Revolutionär
- Kesküla, Kalev (1959–2010), estnischer Schriftsteller und Journalist

### Kesl
- Kesl, Michal (* 1982), tschechischer Bahn- und Straßenradrennfahrer
- Kesler, Andreas (1595–1643), deutscher lutherischer Theologe
- Kesler, Ian Reed (* 1977), US-amerikanischer Schauspieler und Synchronsprecher
- Kesler, Ryan (* 1984), US-amerikanischer Eishockeyspieler
- Kesler, Stan (1928–2020), US-amerikanischer Musiker
- Kesler, Stephen E. (* 1940), US-amerikanischer Geologe, Geochemiker und Mineraloge
- Kesler, Zlatko (* 1960), serbischer Tischtennisspieler
- Kesling, Alfred von (1854–1929), bayerischer Generalleutnant
- Kesling, Robert V. (1917–2005), US-amerikanischer Paläontologe

### Kesm
- Kesman, Daniel (* 1971), argentinischer Fußballspieler

### Keso
- Kesovija, Tereza (* 1938), jugoslawische bzw. kroatische SängerinTereza Kesovija (* 1938)

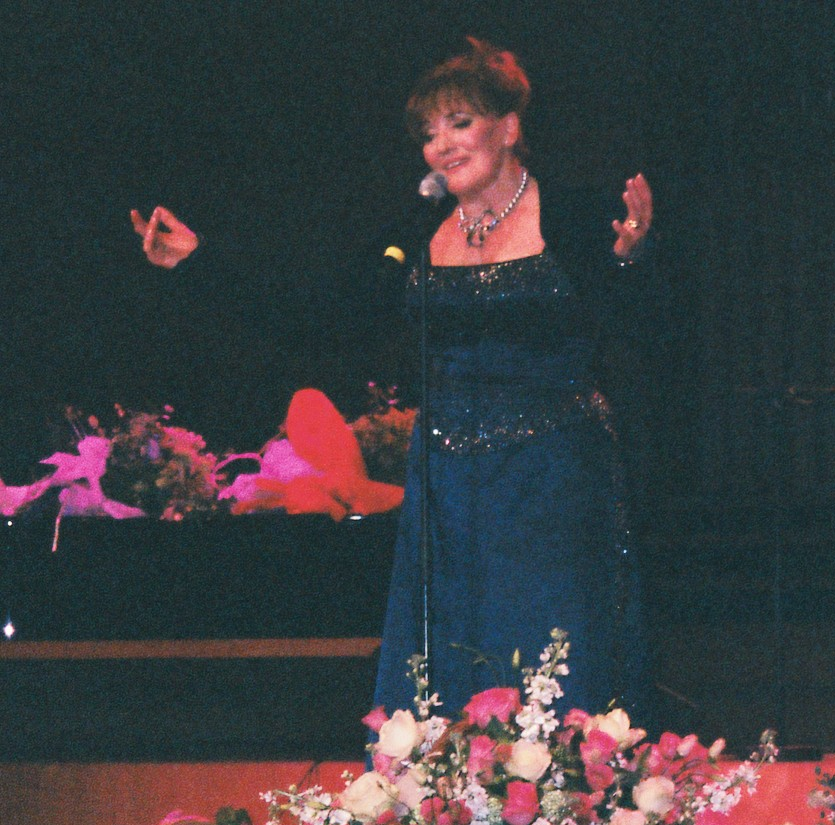
Tereza Kesovija (* 1938)

### Kesp
- Kesper-Biermann, Sylvia (* 1967), deutsche Historikerin
- Kespret, Istok (* 1966), deutscher Autor

### Kesr
- Kesri, Sitaram (1919–2000), indischer Politiker

### Kess
- Kess, Eva (* 1985), deutsche Jazzmusikerin (Gesang, Komposition)
- Kess, Franz (* 1584), deutscher Pädagoge

#### Kessa
- Kessab, Majid (* 1993), deutscher Tänzer, Choreograph, Unternehmer und Schauspieler
- Kessal-Wulf, Sibylle (* 1958), deutsche Juristin, Richterin des Bundesverfassungsgerichts
- Kessar, Radha, indische Mathematikerin
- Kessarin Ektawatkul (* 1981), thailändische Taekwondoin und Filmschauspielerin

#### Kesse
- Kessel, Adolf (* 1957), deutscher Politiker (CDU), MdL
- Kessel, Albrecht von (1902–1976), deutscher Diplomat und Gegner des Nationalsozialismus
- Kessel, Amanda (* 1991), US-amerikanische Eishockeyspielerin
- Keßel, Anne-Marie (* 1982), deutsche Drehbuchautorin
- Kessel, Barney (1923–2004), US-amerikanischer Jazz-GitarristBarney Kessel (1923–2004)

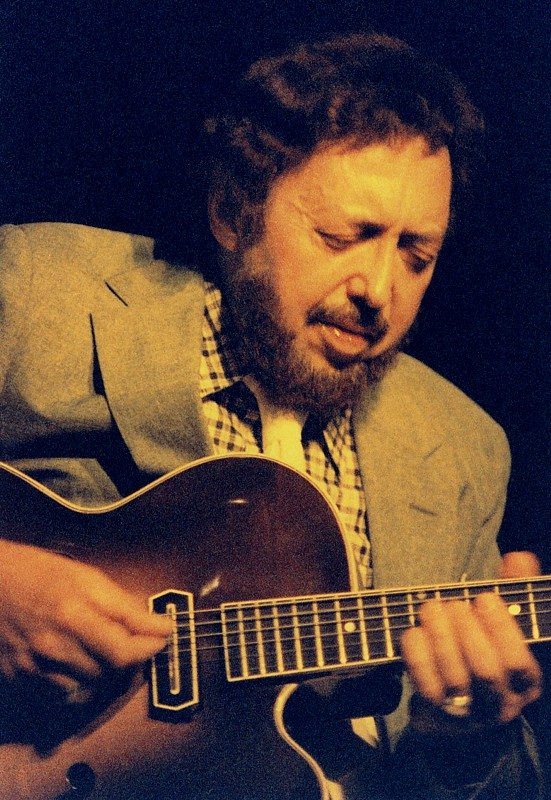
Barney Kessel (1923–2004)

- Kessel, Benjamin (* 1987), deutscher Fußballspieler
- Kessel, Bernhard von (1817–1882), preußischer General der Infanterie, Generaladjutant von Kaiser Wilhelm I.
- Kessel, Blake (* 1989), US-amerikanischer Eishockeyspieler
- Kessel, Brina (1925–2016), US-amerikanische Ornithologin und Pädagogin
- Kessel, Carola von (* 1969), deutsche Journalistin und Kinderbuchautorin
- Kessel, Cody (* 1991), US-amerikanischer Volleyballspieler
- Kessel, Corné van (* 1991), niederländischer Cyclocrossfahrer
- Kessel, Dietrich (* 1941), deutscher Politiker (SPD), MdL
- Kessel, Eberhard (1907–1986), deutscher Historiker
- Kessel, Emil von (1804–1870), preußischer Generalmajor
- Kessel, Ernst Wilhelm von (1703–1787), preußischer Landrat
- Kessel, Eugen von (1890–1934), deutscher Offizier und Leiter eines privaten Nachrichtenbüros
- Kessel, Franziska (1906–1934), deutsche Politikerin (KPD), MdR und Widerstandskämpferin
- Kessel, Friedrich (1897–1978), deutscher Politiker (NSDAP), MdL Volksstaat Hessen
- Kessel, Friedrich von (1896–1975), deutscher Politiker (DNVP, GB/BHE), MdL Niedersachsen und Minister
- Kessel, Guido von (1832–1903), deutscher Jurist, Rittergutsbesitzer und Politiker, MdR
- Kessel, Gustav von (1760–1827), preußischer Generalleutnant
- Kessel, Gustav von (1797–1857), preußischer Generalmajor
- Kessel, Gustav von (1846–1918), preußischer Generaloberst und Gouverneur von Berlin
- Kessel, Hans von (1867–1945), preußischer Generalmajor
- Kessel, Hans von (1894–1973), deutscher Journalist, politischer Aktivist
- Kessel, Heinrich (* 1904), deutscher Richter
- Kessel, Henk van (* 1946), niederländischer Motorradrennfahrer
- Kessel, Immo von (1934–2011), deutscher Diplomat
- Kessel, Jakob (1881–1965), deutscher Politiker (NSDAP), MdR
- Kessel, Jan van der Ältere (1626–1679), flämischer Maler
- Kessel, Jean van (1893–1956), deutscher Politiker (SPD), MdL
- Kessel, Johannes (1839–1907), deutscher Hals-Nasen-Ohren-Arzt und Hochschullehrer
- Kessel, Johannes (* 1989), deutscher Ringer
- Kessel, John (* 1950), amerikanischer Autor von Science-Fiction und Fantasy
- Kessel, Joseph (1898–1979), französischer Journalist, Abenteurer und RomancierJoseph Kessel (1898–1979)

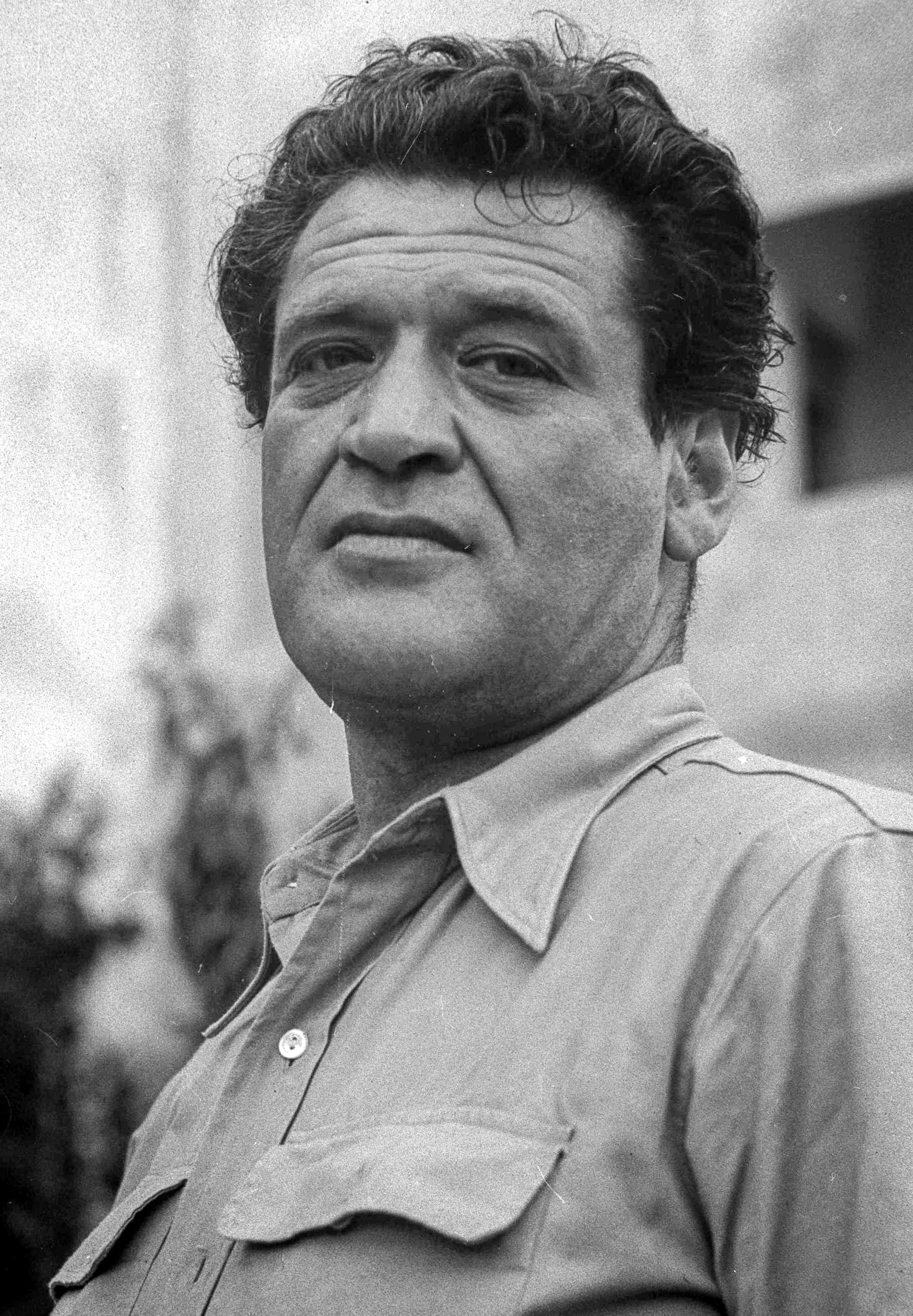
Joseph Kessel (1898–1979)

- Kessel, Jürgen (* 1937), deutscher Volleyballspieler
- Kessel, Karl (1912–1997), deutscher Offizier, zuletzt Generalmajor der Bundeswehr
- Kessel, Kurt von (1862–1921), deutscher Rittergutsbesitzer und Abgeordneter
- Kessel, Lambertus van (1912–1980), niederländischer römisch-katholischer Priester, Montfortaner Pater, Bischof des Bistums Sintang
- Kessel, Lieve van (* 1977), niederländische Hockeyspielerin
- Kessel, Loris (1950–2010), Schweizer Automobilrennfahrer
- Kessel, Martin (1901–1990), deutscher Schriftsteller
- Kessel, Martina (* 1959), deutsche Historikerin
- Kessel, Michael (* 1984), deutscher Fußballspieler
- Kessel, Mortimer von (1893–1981), deutscher Offizier, zuletzt General der Panzertruppe im Zweiten Weltkrieg
- Kessel, Phil (* 1987), US-amerikanischer Eishockeyspieler
- Kessel, Silvius von (* 1965), deutscher Domorganist und Hochschullehrer
- Kessel, Sophie von (* 1968), deutsche SchauspielerinSophie von Kessel (* 1968)

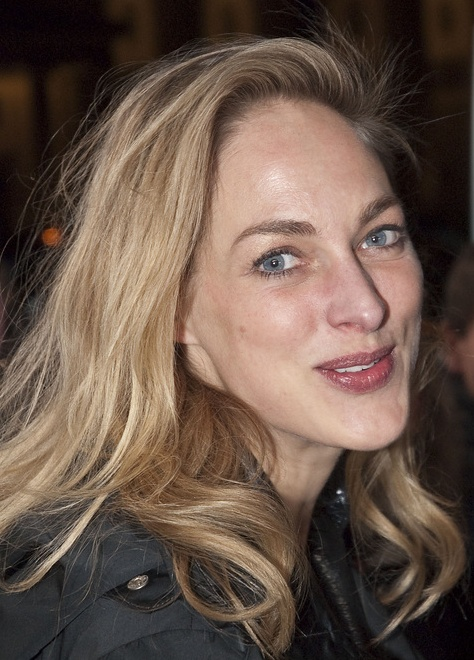
Sophie von Kessel (* 1968)

- Kessel, Susanne (* 1970), deutsche Pianistin
- Kessel, Werner (1931–1992), deutscher Journalist
- Kesselbacher, Anton (* 1964), österreichischer Triathlon-Trainer
- Kesselbeck, Elise (1870–1956), deutsche Politikerin (SPD, KPD), MdBB und Frauenrechtlerin
- Kesseler, Eugen von (1832–1885), deutscher Jurist und Politiker (Zentrum), MdR
- Kesseler, Friedrich von (1867–1940), preußischer Landrat
- Kesseler, Maike (* 1982), deutsche Snookerschiedsrichterin
- Kesseler, Maximilian von (1864–1935), preußischer Landrat
- Kesseler, Thomas (* 1956), deutscher Architekt, Bildhauer und Maler
- Kesselheim, Silvia (1942–2009), deutsche Tänzerin
- Kesselhut, Jakob († 1610), deutscher Steinmetz und Baumeister
- Kesselhuth, Carl, deutscher Unternehmer und Fotograf in Hildesheim
- Kesselkaul, Adda (1895–1969), deutsche Malerin
- Kesselkaul, Otto (1863–1933), preußischer Landrat in den Kreisen Mayen und Düren
- Kessell, Simone (* 1975), neuseeländische Schauspielerin in Film und Fernsehen
- Kesselly, Anthony, liberianischer Exilpolitiker und Lobbyist
- Kesselmeier, Maria (1882–1975), deutsche Vinzentinerin und Gemeindeschwester sowie Ehrenbürgerin von Neheim-Hüsten
- Keßelring, Agilolf (* 1972), deutscher Offizier und Historiker
- Kesselring, Albert (1885–1960), deutscher Generalfeldmarschall im Dritten ReichAlbert Kesselring (1885–1960)

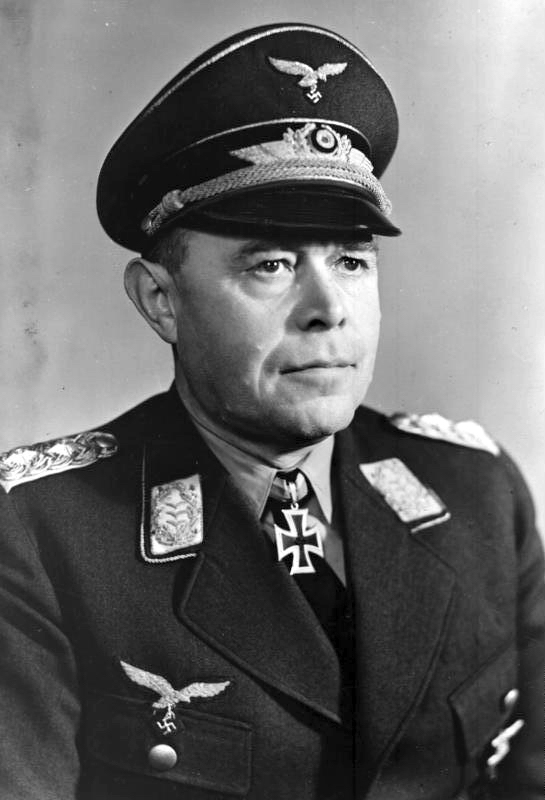
Albert Kesselring (1885–1960)

- Kesselring, Annemarie (* 1942), Schweizer Pflegefachfrau und Hochschullehrerin
- Kesselring, Friedrich Wilhelm (1876–1966), deutscher Botaniker und Leiter des Botanischen Gartens in Darmstadt
- Kesselring, Fritz (1897–1977), Schweizer Elektrotechniker, der den Expansionsschalter entwickelte
- Kesselring, Hans Ulrich (1946–2008), Schweizer Winzer im Thurgau
- Kesselring, Joseph (1902–1967), US-amerikanischer Schriftsteller, Dramatiker, Schauspieler und Regisseur
- Kesselring, Jürg (* 1951), Schweizer Neurologe
- Kesselring, Kilian (1583–1650), Schweizer Generalwachtmeister und Ehegerichtsschreiber
- Kesselring, Michael (1889–1963), „Rassenpsychologe“, Sachbuchautor und Hochschullehrer
- Keßelring, Rainer (1934–2013), deutscher Verwaltungsjurist und Nachrichtendienstler
- Kesselring, Sascha (* 1985), deutscher Basketballspieler
- Kesselring, Sven (* 1966), deutscher Soziologe
- Kessels, Mathieu (1784–1836), niederländischer Bildhauer
- Kessels, Ursula (* 1969), deutsche Psychologin
- Kesselschläger, Sonja (* 1978), deutsche Leichtathletin
- Kesselstatt, Christoph von (1757–1814), Domherr in Eichstätt, Hildesheim, Münster und Paderborn
- Kesselstatt, Edmund von (1765–1840), deutscher römisch-katholischer Geistlicher
- Kesselstatt, Franz von (1753–1841), deutscher Maler von zeitgenössischen Mainzer Stadtansichten und Mainzer Domkapitular
- Kesselstatt, Georg Wolfgang von (1561–1637), Domkapitular in Trier und Archidiakon in Dietkirchen
- Kesselstatt, Hugo von (1727–1796), Kurfürstlicher Landhofmeister und kaiserlicher Geheimrat
- Kesselstatt, Hugo Wolfgang von (1659–1738), Dompropst in Mainz sowie Domherr in Halberstadt und Lüttich, kurtrierischer Geheimrat
- Kesselstatt, Johann Philipp von (1754–1828), Domkapitular in Trier und Archidiakon in Karden
- Kesselstatt, Johann von (1691–1730), Dompropst in Trier
- Kesselstatt, Joseph Franz von (1695–1750), Freiherr, Diplomat und Domherr in den Kurfürstentümern Mainz und Trier
- Kesselstatt, Karl Kaspar von (1652–1723), Rektor der Universität Trier und Präsident des Hofrates in Trier
- Kesselstatt, Lothar von (1662–1712), Dompropst in Trier und Speyer, Archdiakon in Dietkirchen
- Kessemeier, Heinrich (* 1876), deutscher Verlagsbuchhändler
- Kessemeier, Hermann (1890–1964), deutscher Architekt
- Kessemeier, Siegfried (1930–2011), deutscher Landeshistoriker und Museumskurator
- Kessen, Jörg (* 1960), deutscher Fußballspieler
- Keßen, Marcel (* 1997), deutscher Basketballspieler
- Kessen, Martin (* 1971), deutscher Jurist, Richter am Bundesgerichtshof
- Kessen, Ralf (* 1960), deutscher Fußballspieler
- Kessen, William (1925–1999), US-amerikanischer Psychologe und Wissenschaftshistoriker
- Keßenbrodt, Johannes (1574–1636), evangelischer Geistlicher und Schriftsteller
- Kessenich, Gregory Joseph (1896–1958), US-amerikanischer Erfinder
- Kessenich, Willem Baron Michiels van (1902–1992), niederländischer Politiker, Bürgermeister von Maastricht
- Kessens, Bernd (* 1948), deutscher Schriftsteller und Dramatiker
- Kessens, Michael (* 1991), schweizerisch-deutscher BasketballspielerMichael Kessens (* 1991)

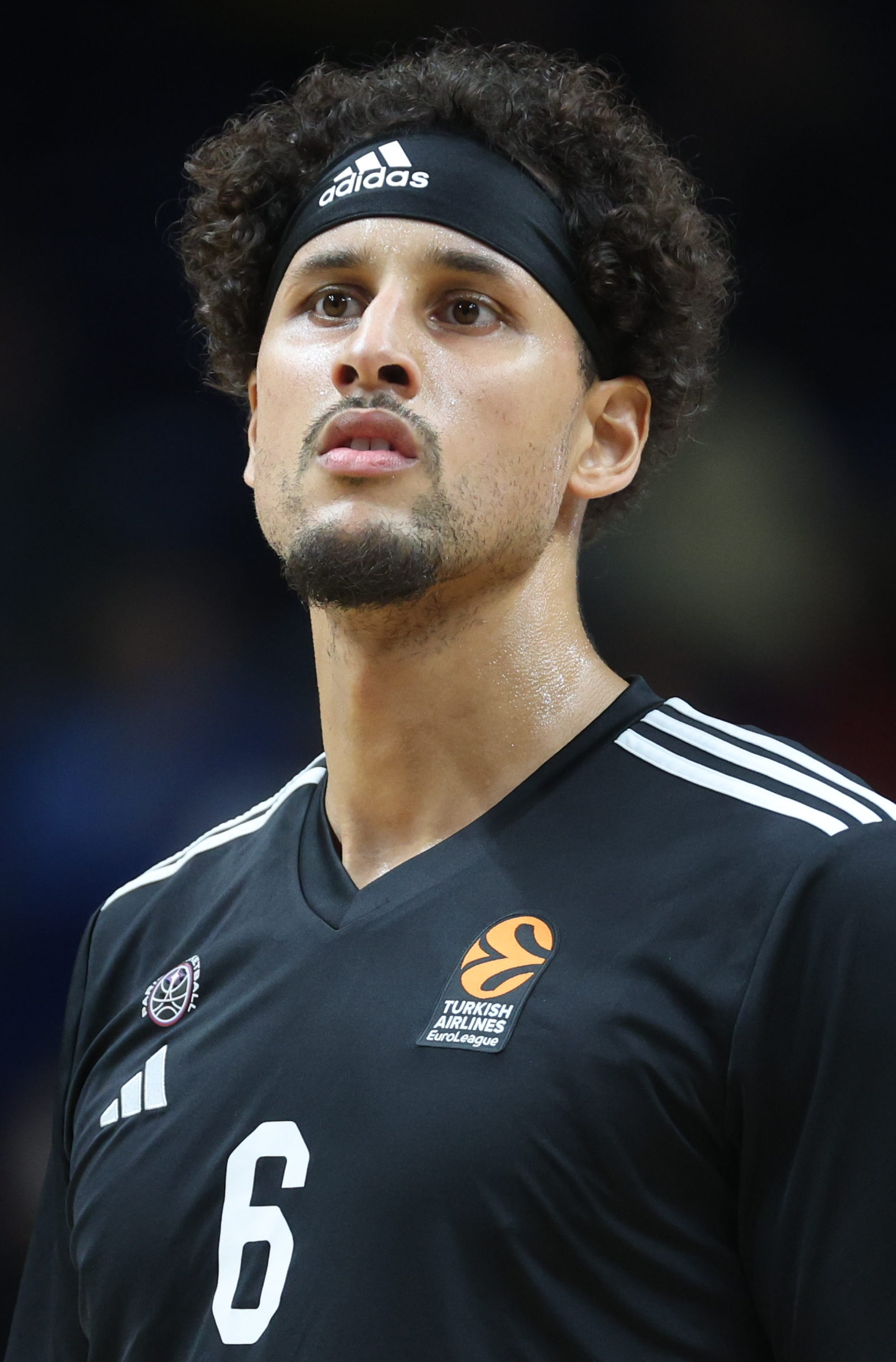
Michael Kessens (* 1991)

- Kesser, Armin (1906–1965), deutsch-schweizerischer Schriftsteller und Publizist
- Kesser, Hermann (1880–1952), deutscher Schriftsteller und Journalist

#### Kessi
- Kessiakoff, Fredrik (* 1980), schwedischer Radsportler
- Kessié, Franck (* 1996), ivorischer FußballspielerFranck Kessié (* 1996)

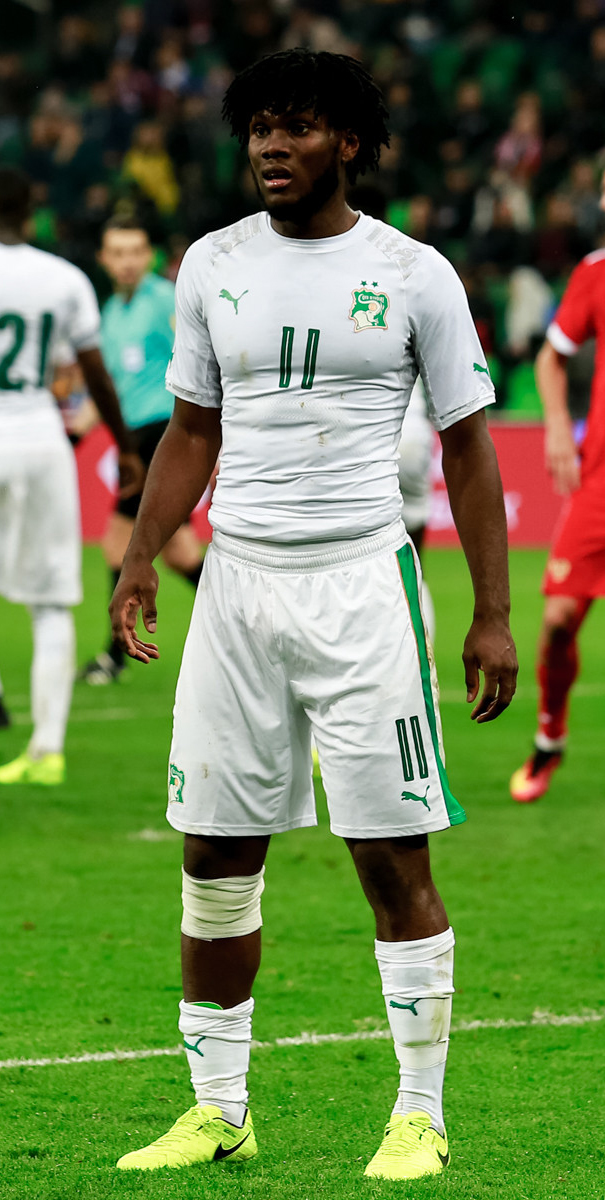
Franck Kessié (* 1996)

- Kessing, Jürgen (* 1957), deutscher Politiker (SPD), Sportfunktionär und Zehnkämpfer
- Kessing, Ludwig (1869–1940), deutscher Bergarbeiter und Arbeiterdichter
- Kessinger, Curt von (1828–1914), sächsischer Generalmajor
- Kessinger, Friedrich von (1866–1946), deutscher Generalmajor der Reichswehr
- Kessissoglou, Stefan (* 1987), deutscher Kameramann und Videodesigner

#### Kessl
- Kessl, Fabian, deutscher Erziehungs- und Politikwissenschaftler
- Kessl, Ulrike (* 1962), deutsche Objekt- und Installationskünstlerin
- Kesslau, Albrecht Friedrich von (1726–1789), deutscher Architekt und fürstlicher Baubeamter
- Keßlau, Norbert (* 1962), deutscher Ruderer
- Kessle, Gun (1926–2007), schwedische Fotografin, bildende Künstlerin und Autorin
- Kessler, Achim (* 1964), deutscher Politiker (Die Linke), MdB
- Kessler, Adolf (1890–1974), deutscher Maler und Grafiker
- Kessler, Adolf Wilhelm (1839–1895), deutscher Bankier in Paris
- Keßler, Albert (1819–1890), deutscher Theaterschauspieler, -regisseur und -intendant
- Kessler, Alexander Eduardowitsch (1859–1927), russisch-sowjetischer Chemiker, Meteorologe und Hochschullehrer
- Keßler, Alfred von (1833–1907), preußischer General der Infanterie
- Kessler, Alice (* 1936), deutsche Schlagersängerin, Tänzerin und Schauspielerin
- Keßler, Alois (1909–1996), deutscher Kommunalpolitiker (parteilos) und Jurist
- Keßler, Aloys (1777–1820), deutscher Kupferstecher
- Keßler, Andreas (* 1959), deutscher Journalist und Maschinenbauingenieur
- Kessler, Anton (1816–1890), deutscher Verwaltungsjurist
- Kessler, Astrid, österreichische Opernsängerin (Sopran)
- Kessler, August (1826–1906), deutscher Landschaftsmaler der Düsseldorfer Schule
- Kessler, Beatrice (* 1949), Schweizer Schauspielerin
- Kessler, Boelie (1896–1971), niederländischer Fußballspieler
- Kessler, Bruno (1924–1991), italienischer Politiker, Mitglied der Camera dei deputati
- Keßler, Bruno (* 2005), deutscher RadsportlerBruno Keßler (* 2005)

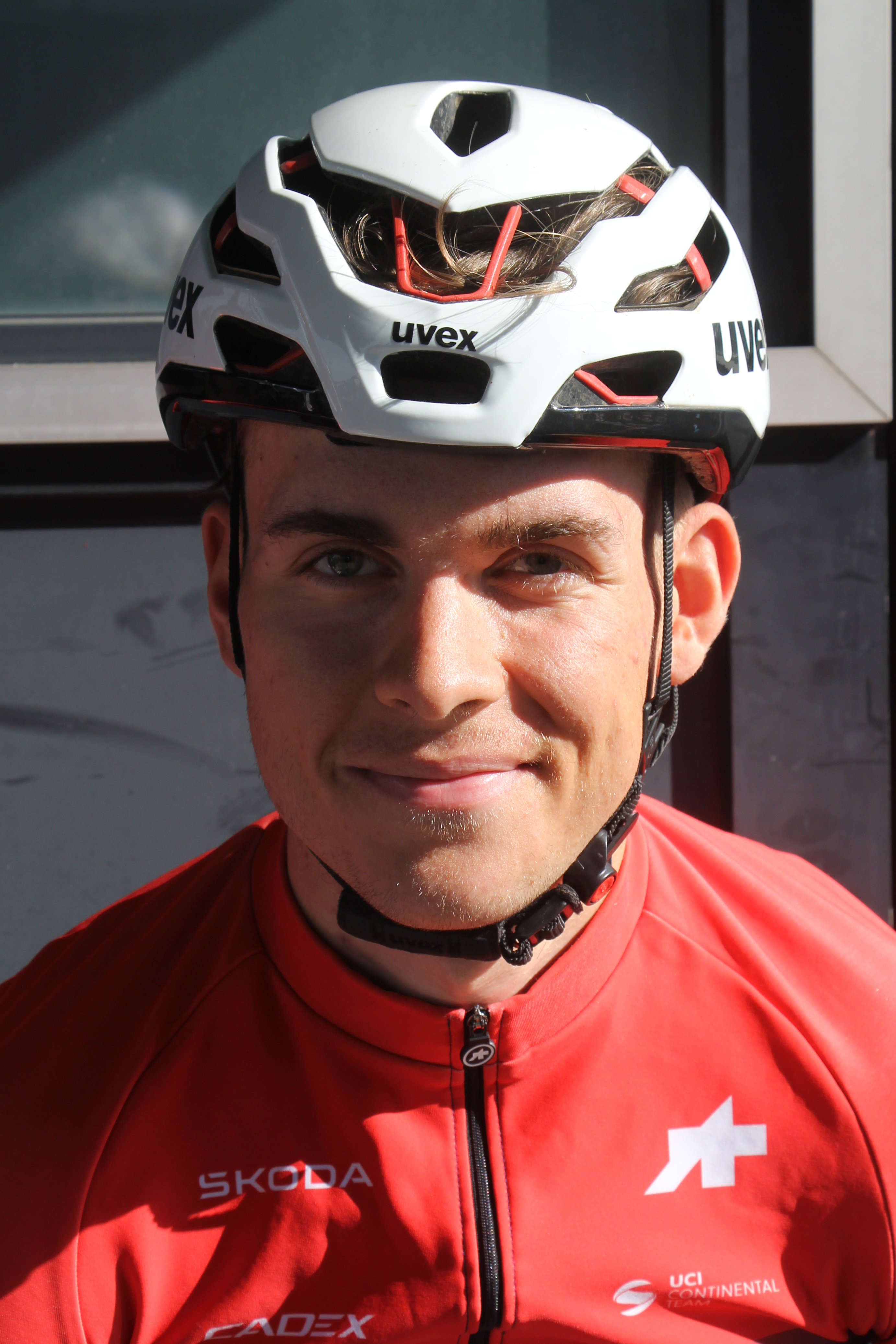
Bruno Keßler (* 2005)

- Kessler, Carl (1876–1968), deutscher Landschaftsmaler
- Kessler, Charles (1911–1998), Schweizer Eishockeyspieler
- Keßler, Christian (* 1968), deutscher Filmkritiker, Autor und Filmproduzent
- Kessler, Christof (* 1950), deutscher Neurologe
- Kessler, Christoph (* 1995), deutscher Leichtathlet
- Kessler, Claudia (* 1965), deutsche Ingenieurin für Luft- und Raumfahrttechnik und Gründerin von „Die Astronautin“Claudia Kessler (* 1965)

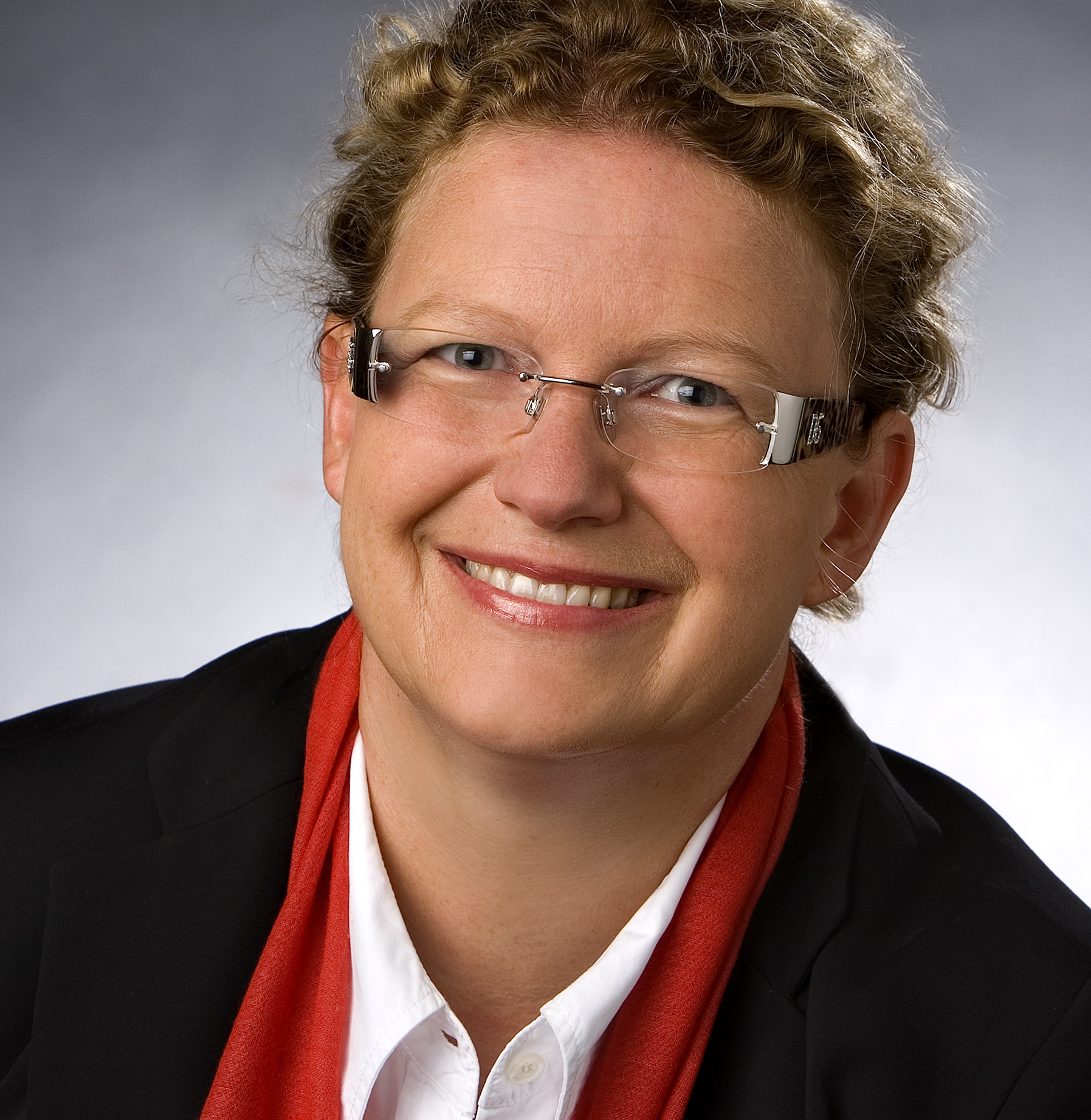
Claudia Kessler (* 1965)

- Kessler, Cody (* 1993), US-amerikanischer American-Football-Spieler
- Kessler, Daniel (* 1974), US-amerikanischer Gitarrist
- Kessler, Dé (1891–1943), niederländischer Fußballspieler
- Kessler, Dieter (* 1948), deutscher Ägyptologe
- Kessler, Dietrich (* 1946), deutscher Musiker, Autor und Verleger
- Kessler, Dolf (1884–1945), niederländischer Fußballspieler
- Kessler, Donald J. (* 1940), US-amerikanischer Astronom
- Keßler, Eckhard (1938–2018), deutscher Philosophiehistoriker
- Keßler, Elias († 1730), deutscher Bildhauer
- Kessler, Ellen (* 1936), deutsche Schlagersängerin, Tänzerin und Schauspielerin
- Keßler, Emil (1813–1867), deutscher Maschinenbau-Ingenieur und Unternehmer, Gründer der Maschinenfabrik Esslingen
- Kessler, Emil von (1841–1895), deutscher Unternehmer und Politiker (DP), MdR
- Keßler, Erich (1899–1989), deutscher Ministerialbeamter
- Kessler, Erich (* 1955), österreichischer Politiker (SPÖ), Abgeordneter zum Kärntner Landtag
- Kessler, Erwin (1944–2021), Schweizer Tierrechtsaktivist und Bauingenieur
- Kessler, Eugen (* 1939), rumänischer Biologe, Paläornithologe, Sachbuchautor und Hochschullehrer
- Kessler, Florian (* 1981), deutscher Kulturjournalist
- Kessler, Frank (* 1961), deutscher SchauspielerFrank Kessler (* 1961)

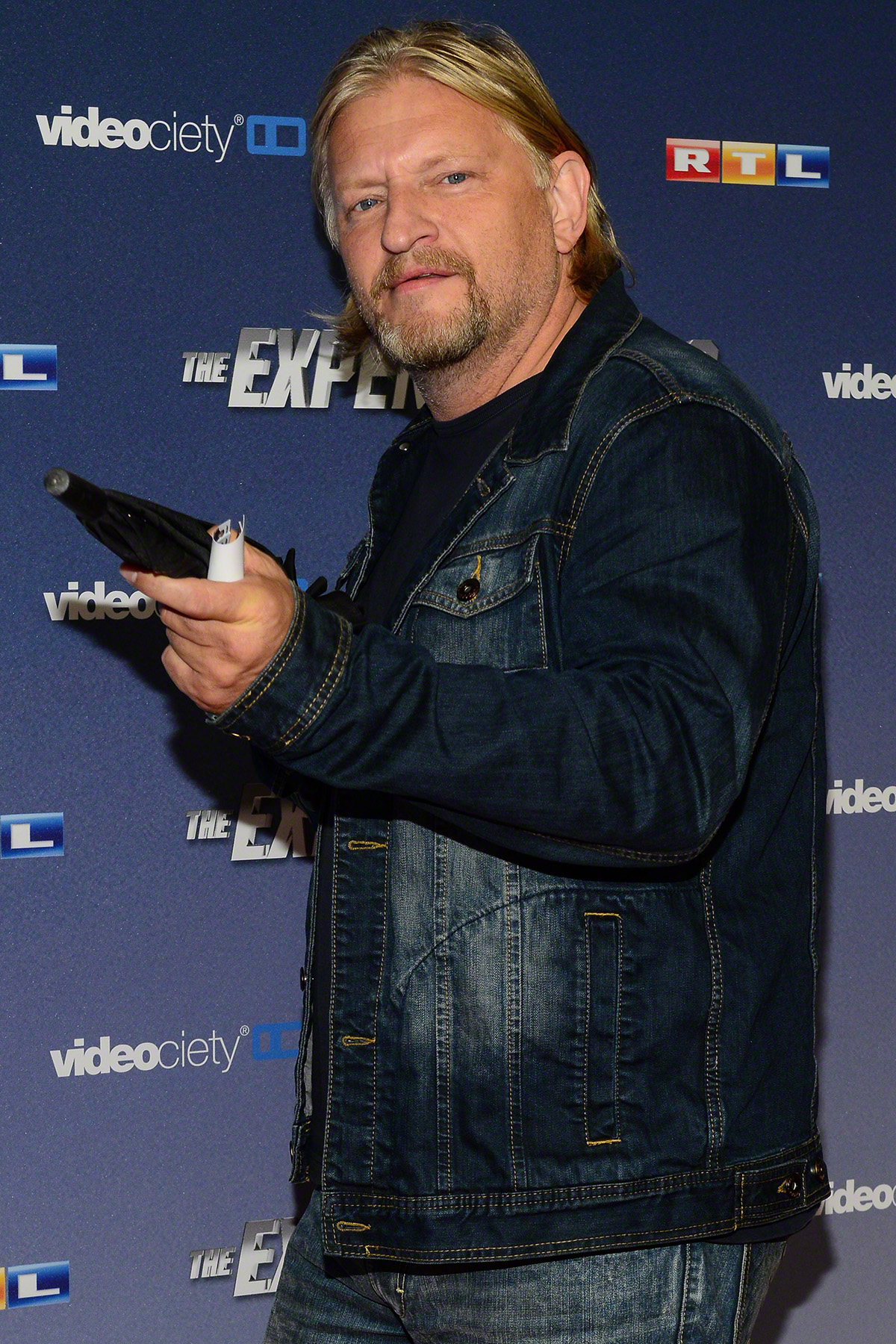
Frank Kessler (* 1961)

- Kessler, Franz, Erfinder und Konstrukteur
- Kessler, Franz (1860–1923), deutscher Politiker
- Kessler, Franz (1888–1971), deutscher Ingenieur und Gründer des Kessler-Motoren-Werks
- Keßler, Franz (1906–1945), deutscher Heimat- und Geschichtsforscher (Arnsberg)
- Kessler, Franz (1914–2007), deutscher Musikwissenschaftler und Hochschullehrer
- Keßler, Franz Josef (1867–1949), österreichischer Politiker (CSP), Landtagsabgeordneter zum Vorarlberger Landtag
- Keßler, Franz Joseph (1838–1904), deutscher Bürgermeister und Politiker (Zentrum), MdR
- Keßler, Friedemann (1928–1985), deutscher Kommunalpolitiker (CDU), Oberbürgermeister der Stadt Siegen
- Kessler, Friedemann (* 1949), deutscher Pianist und Klavierpädagoge
- Kessler, Friedrich (1901–1998), deutsch-amerikanischer Jurist
- Keßler, Friedrich von (1814–1891), preußischer Generalleutnant
- Keßler, Fritz (1854–1912), deutscher Turner und Turnfunktionär
- Kessler, Gabriel (1648–1719), Maler des Barock
- Keßler, Georg (1851–1910), deutscher Verwaltungsbeamter
- Keßler, Georg (* 1932), deutscher Fußballtrainer
- Kessler, Georg Christian (1787–1842), Gründer der ersten deutschen SektkellereiGeorg Christian Kessler (1787–1842)

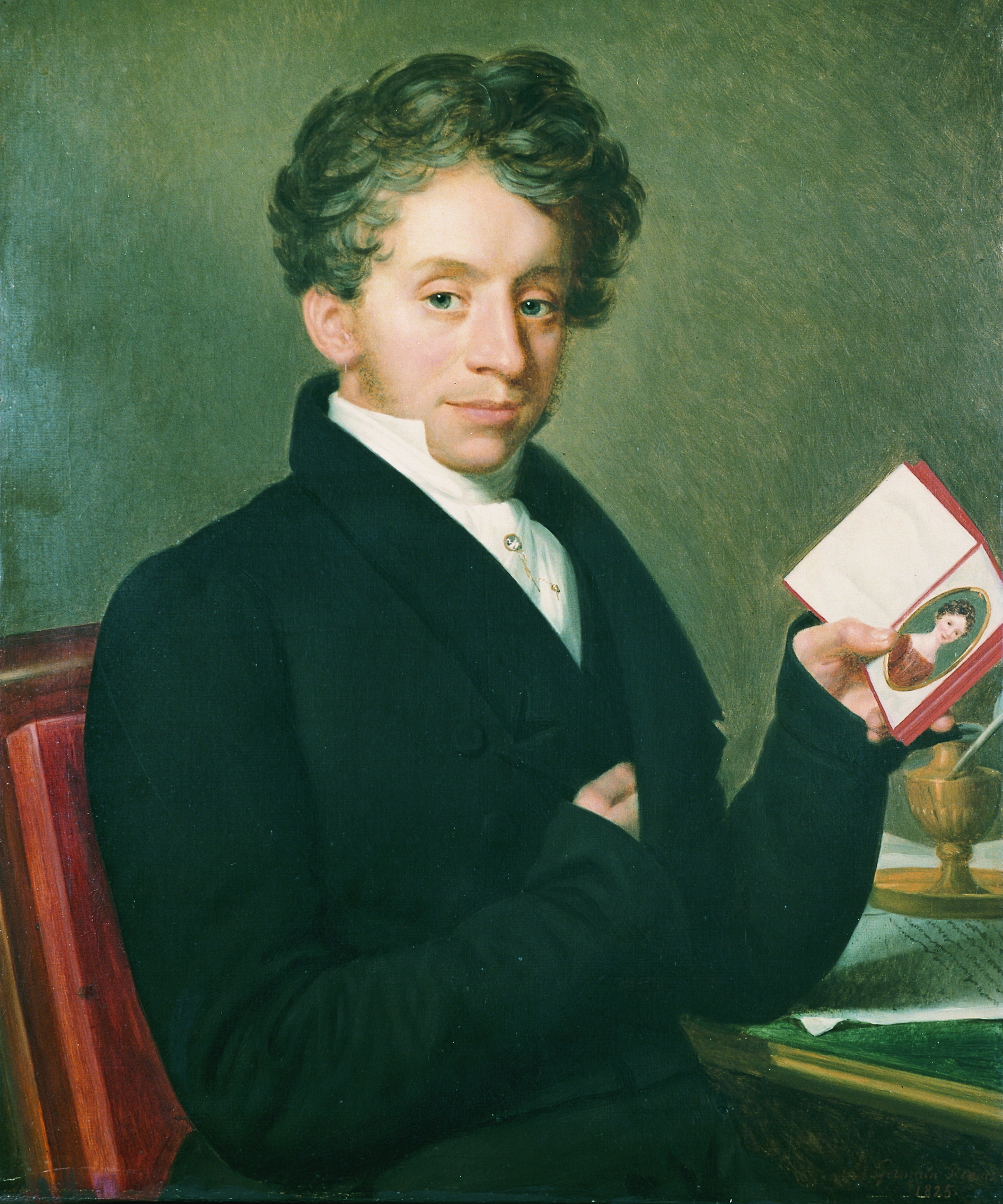
Georg Christian Kessler (1787–1842)

- Keßler, Georg Wilhelm (1782–1846), preußischer Beamter und Schriftsteller
- Kessler, George (1863–1920), US-amerikanischer Geschäftsmann, Weinhändler, Millionär und Philanthrop
- Kessler, George Edward (1862–1923), deutsch-US-amerikanischer Stadtplaner und Landschaftsarchitekt
- Kessler, Gerhard (1883–1963), deutscher Wirtschafts- und Sozialwissenschaftler
- Kessler, Gerhard (1903–1995), deutscher Jurist
- Kessler, Giovanni (* 1956), italienischer Jurist und Politiker, Mitglied der Camera dei deputati
- Kessler, Gisela (1935–2014), deutsche Gewerkschafterin
- Kessler, Günther (* 1934), deutscher Wissenschaftler und Hochschullehrer
- Kessler, Guus (1888–1972), niederländischer Industrieller, Manager und Tennisspieler
- Kessler, Hans (* 1938), deutscher, römisch-katholischer Theologe
- Kessler, Hans (* 1949), deutscher Unternehmensberater
- Keßler, Hans-Jürgen (* 1939), deutscher Gebrauchsgrafiker und Typograf
- Kessler, Harry Graf (1868–1937), deutscher Kunstsammler, Mäzen, Schriftsteller, Publizist und Diplomat
- Kessler, Harry W. (1927–2007), US-amerikanischer Politiker, Bürgermeister von Toledo
- Keßler, Heinrich (1852–1928), Mitglied des Provinziallandtages der Provinz Hessen-Nassau
- Keßler, Heinz (1920–2017), deutscher Politiker (SED), MdV, Minister für Nationale VerteidigungHeinz Keßler (1920–2017)

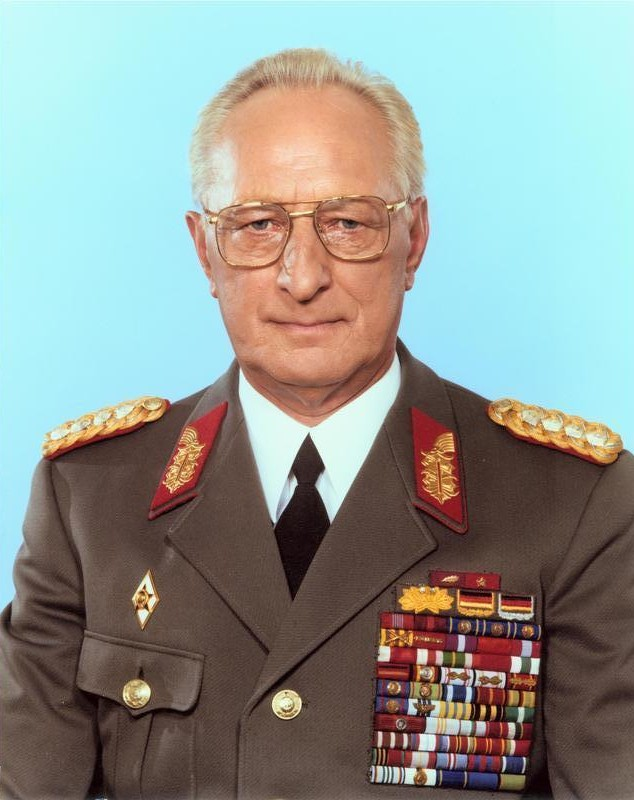
Heinz Keßler (1920–2017)

- Kessler, Herbert (1912–1966), Schweizer Eishockeyspieler
- Kessler, Herbert (1918–2002), deutscher Jurist, Philosoph und Schriftsteller
- Keßler, Herbert (1925–2018), österreichischer Jurist und Politiker (ÖVP), Landtagsabgeordneter
- Keßler, Hermann, deutscher Chirurg und Wissenschaftler
- Keßler, Hermann (1866–1951), deutscher Jurist und Politiker
- Kessler, Hermann (1893–1968), deutscher Politiker (FDP), MdL
- Keßler, Hermann (1914–2003), deutscher Politiker (CSU)
- Kessler, Hermann Friedrich (1816–1897), deutscher Lehrer, Botaniker und Entomologe
- Kessler, Hobbs (* 2003), US-amerikanischer Leichtathlet
- Kessler, Horst (* 1940), deutscher Chemiker
- Kessler, Horst (* 1969), österreichischer Fußballspieler
- Keßler, Hubert (1934–2008), deutscher Fußballfunktionär
- Keßler, Jakob (1872–1939), Reichsanwalt, Reichsgerichtsrat und Kirchenpräsident der Pfalz
- Kessler, Jeanette (1908–1972), britische Skirennläuferin
- Kessler, Jessica (* 1980), deutsche MusicaldarstellerinJessica Kessler (* 1980)

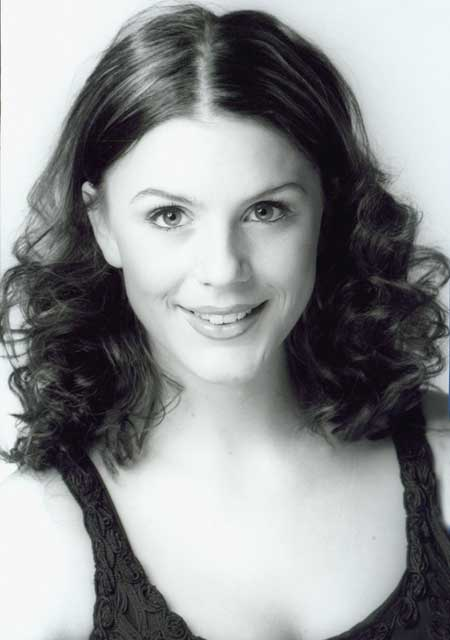
Jessica Kessler (* 1980)

- Keßler, Johann Gottfried (1754–1830), Bergbauingenieur und Beamter
- Keßler, Johann Philipp (1778–1858), deutscher Kaufmann und Abgeordneter
- Kessler, Johannes († 1574), reformierter Theologe, Reformator und Chronist
- Kessler, Johannes (1865–1944), evangelischer Pfarrer und Autor
- Kessler, Johannes (* 1992), deutscher Volleyballspieler
- Kessler, Jonas (1908–1944), deutscher Boxer, Opfer des Holocaust
- Keßler, Jörg (* 1964), deutscher Fußballschiedsrichter
- Kessler, Josef (1825–1887), österreichischer Maler
- Keßler, Josef (1885–1967), österreichischer Politiker (ÖVP), Landtagsabgeordneter zum Vorarlberger Landtag
- Kessler, Josef Alois (1862–1933), deutschstämmiger Erzbischof der römisch-katholischen Kirche im Russischen Zarenreich
- Keßler, Joseph Christoph (1800–1872), deutscher Pianist und Komponist
- Kessler, Karin (* 1939), deutsche Leichtathletin
- Kessler, Karl, deutscher Münzsammler
- Kessler, Karl Fjodorowitsch (1815–1881), russischer Zoologe und Hochschullehrer
- Kessler, Karlheinz (* 1948), deutscher Assyriologe
- Kessler, Katja (* 1969), deutsche Klatschkolumnistin und AutorinKatja Kessler (* 1969)

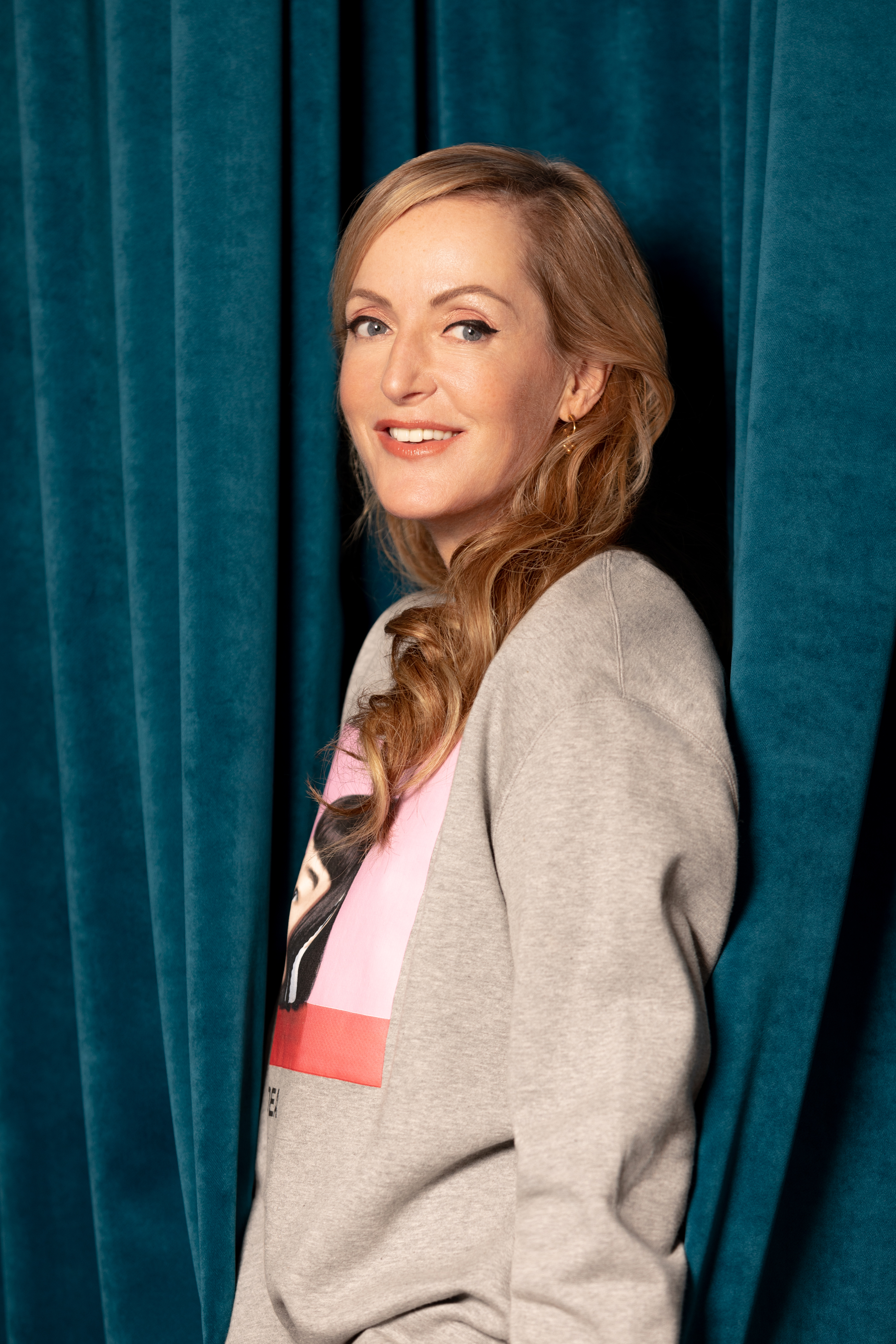
Katja Kessler (* 1969)

- Keßler, Katrin (* 1967), deutsche Allgemeinmedizinerin und Autorin von Büchern der Grundschulpädagogik
- Kessler, Kent (* 1957), US-amerikanischer Jazz- und Improvisationsmusiker
- Kessler, Klaus (1925–2005), rumänischer Arzt, Autor, Übersetzer und Musikkritiker
- Kessler, Klaus (1940–2002), deutscher Schauspieler und Synchronsprecher
- Kessler, Klaus (* 1951), deutscher Politiker (Bündnis 90/Die Grünen) und MdL Saarland
- Keßler, Konrad (1851–1905), deutscher Orientalist und Semitist
- Kessler, Lene (1921–2015), Holocaustüberlebende
- Kessler, Liz (* 1966), britische Schriftstellerin
- Kessler, Luzia (* 1999), Schweizer Unihockeyspielerin
- Kessler, Margot (* 1948), deutsche Politikerin (SPD), MdEP
- Kessler, Margrit (* 1948), Schweizer Politikerin (GLP) und Nationalrätin des Kanton St. Gallen
- Kessler, Marija (1860–1939), Salonnière
- Keßler, Mario (* 1955), deutscher Historiker und Hochschullehrer
- Kessler, Markus (* 1962), deutscher Leichtathlet
- Keßler, Martin (* 1953), deutscher Filmemacher und freier Fernsehjournalist
- Keßler, Martin (* 1960), deutscher Schauspieler und Synchronsprecher
- Kessler, Martin (* 1965), deutscher Tierarzt
- Kessler, Martin (* 1968), Schweizer Politiker (FDP)
- Keßler, Martin (* 1975), deutscher evangelischer Theologe
- Kessler, Martina (* 1961), deutsche Theologin, Fernsehmoderatorin und Autorin christlicher Bücher
- Kessler, Matthias (* 1979), deutscher RadrennfahrerMatthias Kessler (* 1979)

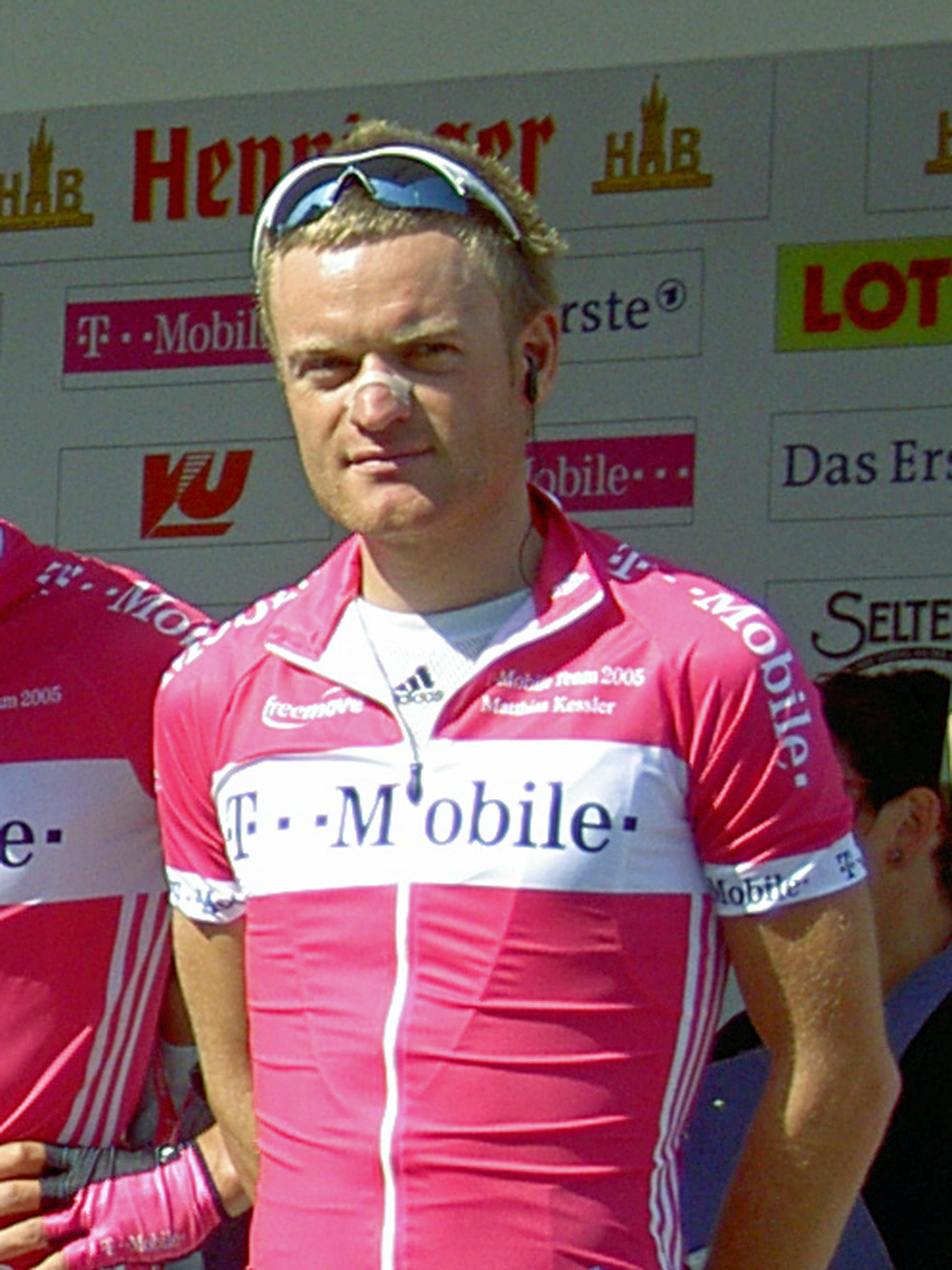
Matthias Kessler (* 1979)

- Keßler, Max, deutscher Verleger in Jena
- Kessler, Max (1815–1850), preußischer Verwaltungsbeamter und Landrat
- Kessler, Maximilian (* 1989), deutscher Leichtathlet
- Kessler, McCartney (* 1999), US-amerikanische Tennisspielerin
- Kessler, Meredith (* 1978), US-amerikanische Triathletin
- Kessler, Michael (* 1949), deutscher Politiker (SPD)
- Kessler, Michael (* 1967), deutscher Komödiant und SchauspielerMichael Kessler (* 1967)

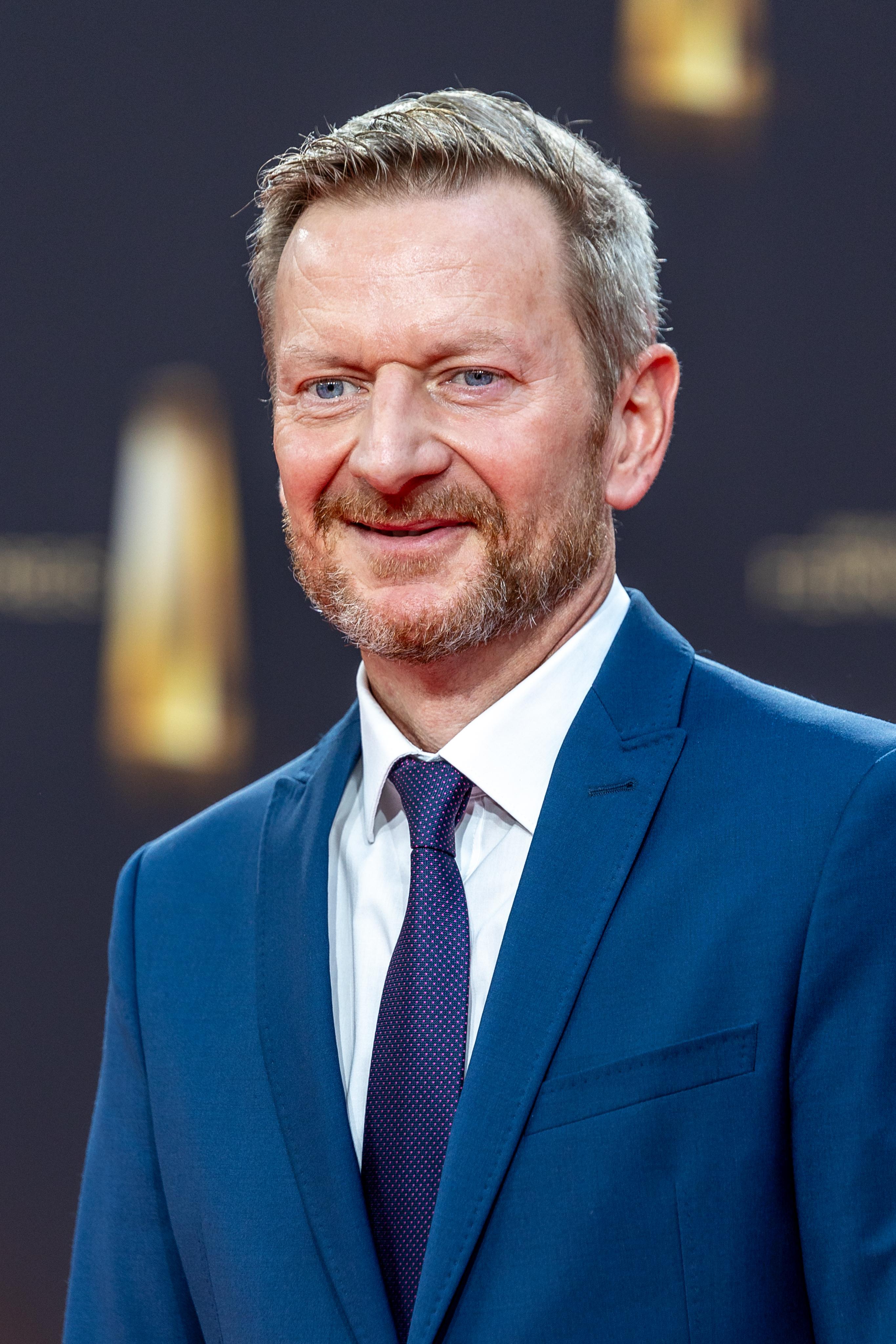
Michael Kessler (* 1967)

- Keßler, Michael (* 1969), deutscher Politiker (CDU)
- Kessler, Mikkel (* 1979), dänischer Boxer
- Kessler, Myer M. (1917–1997), US-amerikanischer Physiker und Informationswissenschaftler
- Keßler, Nadine (* 1988), deutsche Fußballspielerin
- Kessler, Nicolaus, Basler Drucker und Verleger
- Kessler, Oliver (* 1973), deutscher Wirtschafts- und Staatswissenschaftler
- Kessler, Olivier (* 1986), Schweizer Publizist
- Kessler, Otmar (1606–1675), Bibliothekar des Klosters St. Gallen
- Kessler, Otmar (1924–1989), deutscher Politiker (CDU), MdL
- Kessler, Patrick (* 1967), Schweizer Jazz- und Improvisationsmusiker (Kontrabass, Komposition) und Klangkünstler
- Keßler, Peter (* 1843), deutscher Schreiner und Orgelbauer
- Keßler, Peter Thaddäus (1869–1957), deutscher Zeichner, Archäologe und Museumsdirektor
- Keßler, Peter-Josef (1905–1988), deutscher Theologe
- Keßler, Rainer (1919–2002), deutscher Verwaltungsjurist
- Kessler, Rainer (* 1944), deutscher Theologe, Professor für Evangelische Theologie
- Kessler, Reed (* 1994), US-amerikanische Springreiterin
- Keßler, Richard (1875–1960), deutscher Librettist, Dramatiker, Theaterdirektor, Drehbuchautor und Liederdichter der Leichten Muse
- Keßler, Richard (1940–2016), deutscher Politiker (CSU), MdL, Landrat
- Keßler, Robert († 1911), deutscher Bürgermeister und Mitglied des Provinziallandtages der Provinz Hessen-Nassau
- Keßler, Robert (* 1984), deutscher Jazzgitarrist, Komponist und Bandleader
- Kessler, Rolf (* 1942), deutscher Jurist und Hochschulpräsident
- Kessler, Sally (1912–1985), deutscher Kommunalpolitiker
- Keßler, Siegfried (1883–1943), deutscher Pädagoge
- Kessler, Siegfried (1935–2007), französischer Jazzpianist und Komponist
- Kessler, Siegfried (1941–2013), deutscher Fußballtorhüter
- Kessler, Simon (* 1976), südafrikanischer Radrennfahrer
- Kessler, Stephan (1622–1700), Maler des Barock
- Kessler, Stephan (* 1959), deutscher Jesuit und katholischer Theologe
- Kessler, Stephan (* 1966), deutscher Baltist
- Kessler, Stephen (* 1961), US-amerikanischer Filmregisseur, Filmproduzent und Drehbuchautor
- Kessler, Susanne (* 1955), deutsch-italienische Malerin, Zeichnerin und Installationskünstlerin
- Kessler, Suzanne (* 1946), US-amerikanische Psychologin
- Keßler, Sven (* 1991), deutscher Ruderer
- Kessler, Thomas (* 1937), Schweizer Komponist
- Keßler, Thomas (* 1955), deutscher katholischer Geistlicher, ehemaliger Generalvikar des Bistums Würzburg
- Kessler, Thomas (* 1959), Schweizer Leiter Abteilung Kantons- und Stadtentwicklung Basel-Stadt
- Kessler, Thomas (* 1962), deutscher Jazzmusiker, Komponist und Produzent
- Kessler, Thomas (* 1986), deutscher FußballtorwartThomas Kessler (* 1986)

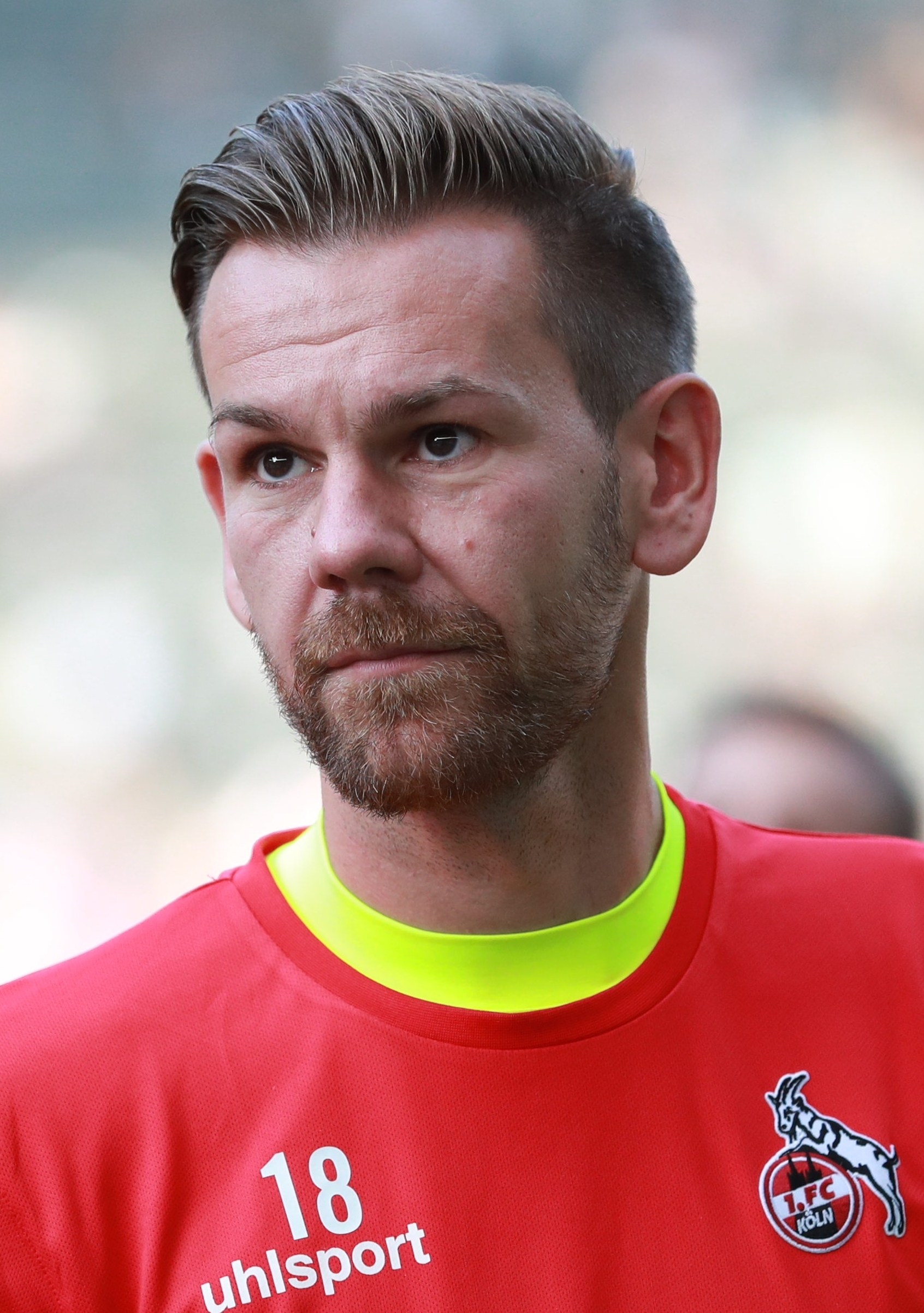
Thomas Kessler (* 1986)

- Kessler, Tino (* 1996), Schweizer Eishockeyspieler
- Kessler, Todd A. (* 1979), US-amerikanischer Regisseur
- Kessler, Tonny (1889–1960), niederländischer Fußballspieler
- Kessler, Ulrich (1894–1983), deutscher Offizier, zuletzt General der Flieger
- Kessler, Ulrich (1905–1984), deutscher Komponist und Pianist
- Kessler, Ursel (* 1944), saarländische Pädagogin und Künstlerin
- Keßler, Uwe (* 1957), deutscher Radrennfahrer
- Keßler, Uwe (* 1960), deutscher Politiker (CDU), MdVK und Bürgermeister
- Kessler, Verdet (* 1994), australische Badmintonspielerin
- Keßler, Verena (* 1988), deutsche Schriftstellerin und freiberufliche Werbetexterin
- Kessler, Volker (* 1962), deutscher Theologe, Leiter der Akademie für christliche Führungskräfte
- Kessler, Walburga (1918–1944), deutsches Opfer der nationalsozialistischen Rassenhygiene im Rahmen der „Aktion Brandt“
- Kessler, Walker (* 2001), US-amerikanischer Basketballspieler
- Keßler, Walter (1873–1912), deutscher Maler der Düsseldorfer Schule
- Keßler, Walter (1939–2021), deutscher Journalist und Heimatforscher
- Keßler, Walther (1930–2006), deutscher Physiker
- Keßler, Wilhelm, deutscher Fußballspieler
- Kessler, Wolfgang (1922–2020), deutscher Offizier
- Kessler, Wolfgang (* 1946), deutscher Historiker
- Kessler, Wolfgang (* 1953), deutscher Journalist
- Kessler, Wolfgang (* 1956), deutscher Wirtschaftswissenschaftler
- Kessler, Wolfgang (* 1962), deutscher Maler
- Kessler, Wulf (1955–2010), deutscher Schauspieler
- Keßler-Gontard, Friedrich Jacob (1806–1889), Kaufmann und Politiker Freie Stadt Frankfurt
- Kessler-Harris, Alice (* 1941), US-amerikanische Historikerin
- Keßling, Josephine (* 1962), deutsche DDR-Oppositionelle
- Kesslitz, Wilhelm von (1862–1944), österreichischer Konteradmiral, Geophysiker und Hydrologe

#### Kessn
- Keßner, Karl (1924–2014), deutscher Flexograf, Obermeister des Stempelhandwerks und Unternehmer

#### Kesso
- Kessog (460–520), Heiliger der katholischen Kirche
- Kessow, Boris (* 1977), bulgarischer Badmintonspieler
- Kessow, Karin (* 1954), deutsche Eisschnellläuferin

#### Kessy
- Kessy, Jennifer (* 1977), US-amerikanische Beachvolleyballspielerin

### Kest
- Kest, Katharina (1757–1829), Reichsgräfin von Ottweiler, Herzogin von Dillingen, Mätresse und Gemahlin von Fürst Ludwig von Nassau-Saarbrücken
- Kestay, Sardar (* 1973), kurdischer Künstler der modernen bildenden Kunst
- Kestel, Georg (* 1955), deutscher römisch-katholischer Geistlicher
- Kestel, Josef (1904–1948), deutscher Kommandoführer im Steinbruch des KZ Buchenwald
- Kestel, Lisa (* 1986), deutsche Radio- und Fernsehmoderatorin
- Kestel, Paul (1931–2023), deutscher Politiker (Bündnis 90/Die Grünen), MdL
- Kestelboim, Mariano (* 1996), argentinischer Tennisspieler
- Kestelman, Sara (* 1944), britische Schauspielerin
- Kesteloot, Ernst von (1778–1847), preußischer Generalmajor, Kommandeur der 14. Infanterie-Brigade
- Kesten, Harry (1931–2019), US-amerikanischer Mathematiker
- Kesten, Hermann (1900–1996), deutscher SchriftstellerHermann Kesten (1900–1996)

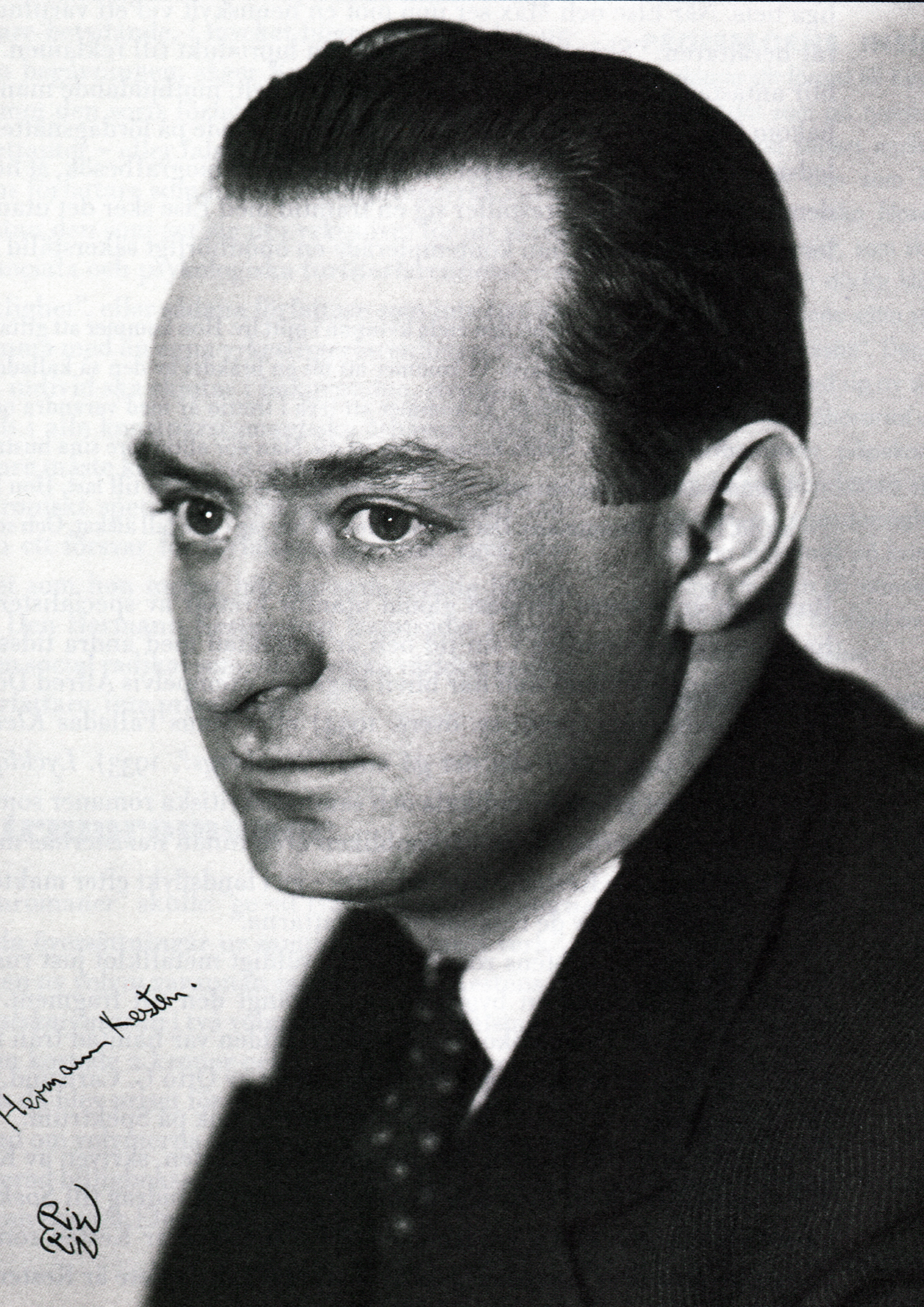
Hermann Kesten (1900–1996)

- Kesten, Richard (* 1969), deutscher Flottillenadmiral
- Kestenbaum, Jonathan, Baron Kestenbaum (* 1959), britischer Politiker und Manager
- Kestenberg, Judith (1910–1999), US-amerikanische Psychoanalytikerin
- Kestenberg, Leo (1882–1962), deutsch-israelischer Kulturpolitiker, Pianist und Musikpädagoge
- Kestenberg-Gladstein, Ruth (1910–2002), deutsch-israelische Historikerin
- Kestenholz, Ueli (* 1975), Schweizer SnowboarderUeli Kestenholz (* 1975)

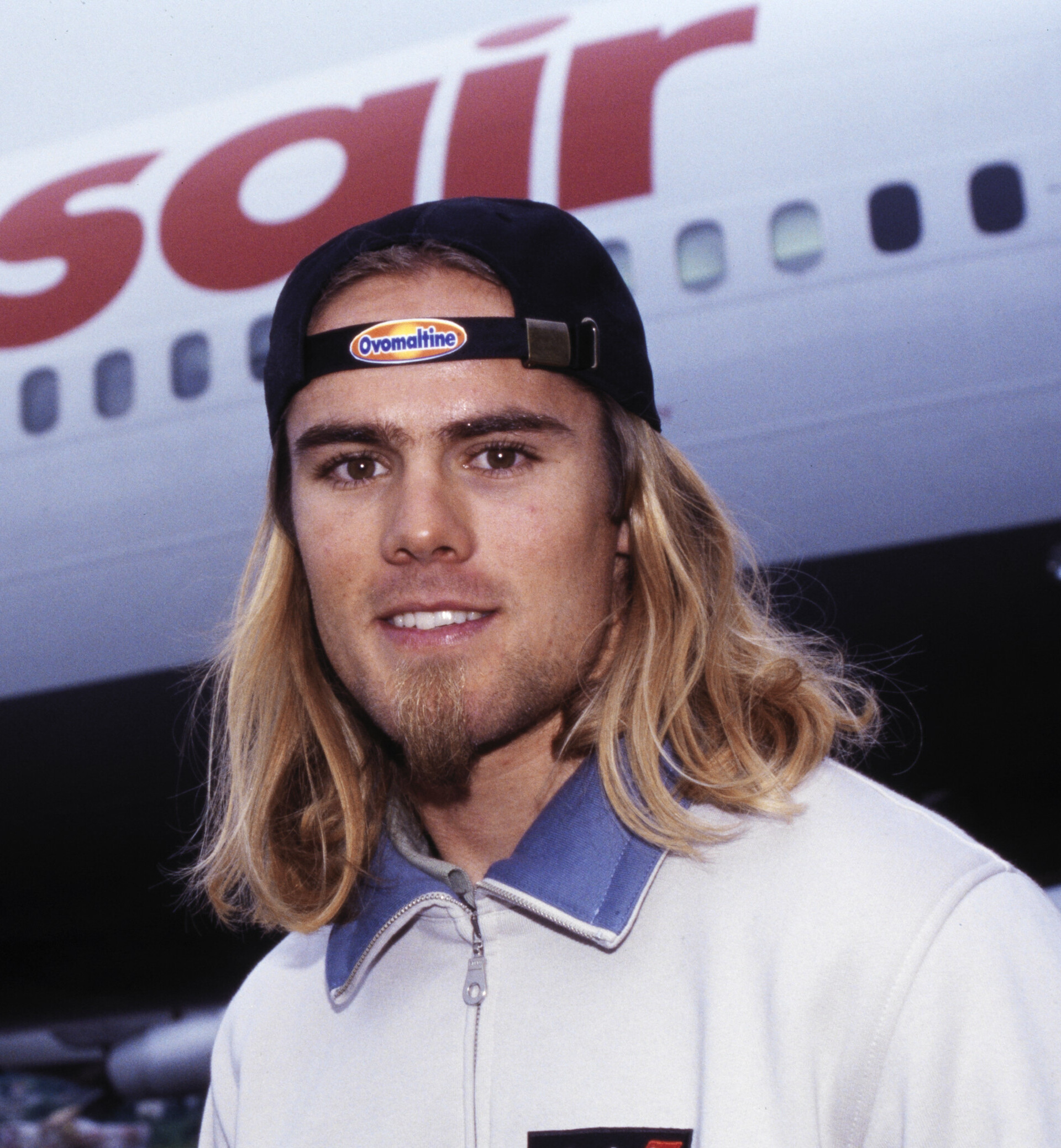
Ueli Kestenholz (* 1975)

- Kester, Franz (1803–1872), bayerischer Lederfabrikant und Abgeordneter des Zollparlaments
- Kester, Philipp (1873–1958), deutscher Fotograf
- Kester, Willem van (1906–1989), niederländischer Ordensgeistlicher, römisch-katholischer Bischof von Basankusu
- Kesteren, Hans van (1908–1998), niederländischer Fußballspieler
- Kesteren, John van (1921–2008), niederländischer Opern- und Oratoriensänger (Tenor)
- Kesteren, Remy van (* 1989), niederländischer Harfenist
- Kesteren, Ton van (* 1954), niederländischer Politiker
- Kestering, Juventino (1946–2021), brasilianischer Geistlicher, römisch-katholischer Bischof von Rondonópolis-Guiratinga
- Kestin, Erich (1895–1969), deutscher Schauspieler und Synchronsprecher
- Kesting, Edmund (1892–1970), deutscher Maler und Fotograf
- Kesting, Else (* 1883), deutsche Politikerin (CDU), MdHB
- Kesting, Franz (1872–1948), deutscher Schriftsteller
- Kesting, Hanjo (1943–2025), deutscher Redakteur
- Kesting, Hanno (1925–1975), deutscher Soziologe
- Kesting, Hermann (1899–1954), Schulrektor und Mitglied des Lippischen Landtags
- Kesting, Jürgen (* 1940), deutscher Journalist, Musikkritiker und Fachbuchautor
- Kesting, Lena (* 1994), deutsche Journalistin und FernsehmoderatorinLena Kesting (* 1994)

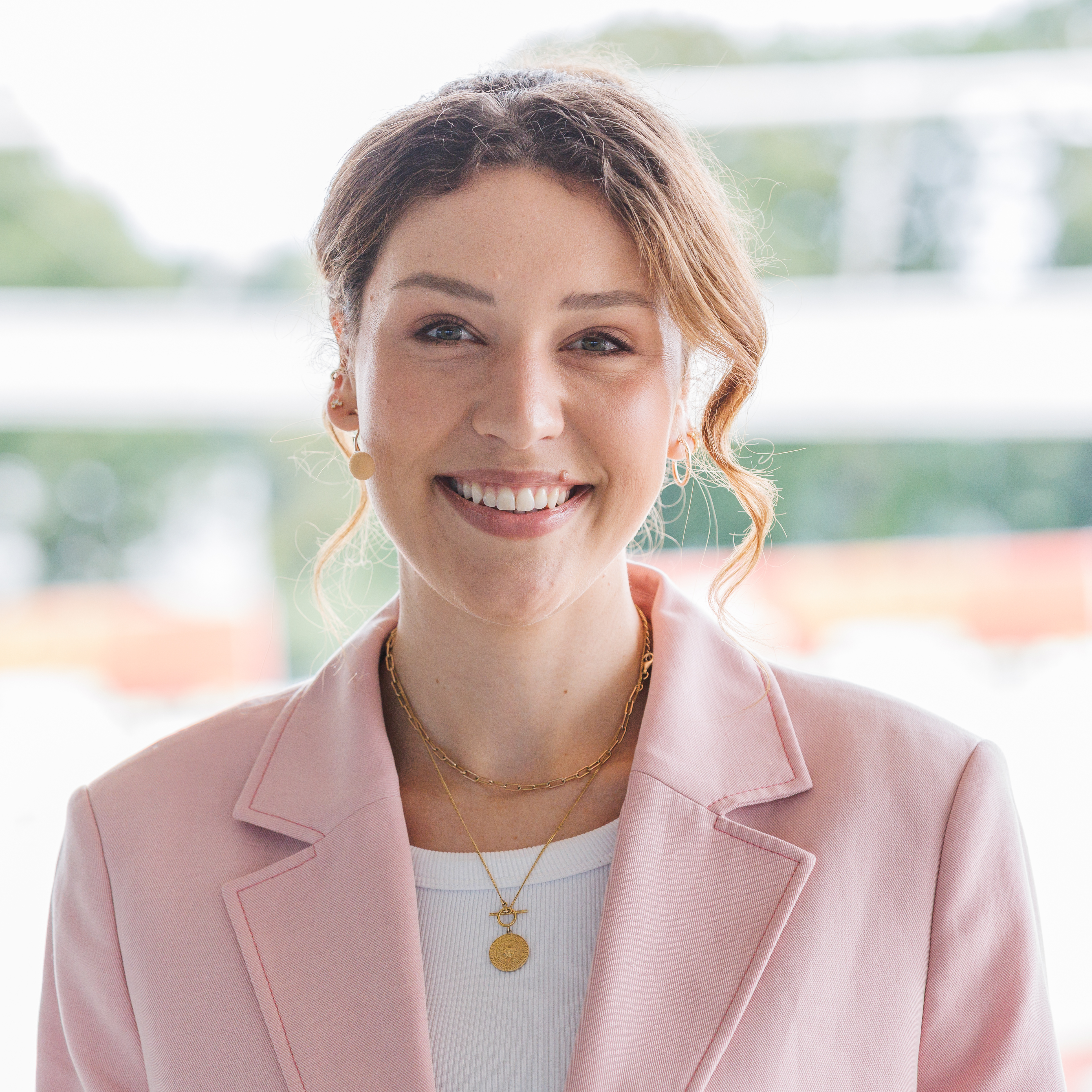
Lena Kesting (* 1994)

- Kesting, Marianne (1930–2021), deutsche Literaturwissenschaftlerin
- Kesting, Peter (* 1955), australischer Radrennfahrer
- Kesting, Sheilagh (* 1953), schottische Pfarrerin
- Kestler, Andreas, deutscher Steinmetz, Maurer und Architekt in Zeil am Main
- Kestler, Izabela Maria Furtado (1959–2009), brasilianische Germanistin
- Kestler, Kurt (1922–2003), deutscher Kommunalpolitiker (SPD)
- Kestler, Sonnhild (* 1963), Schweizer Textildesignerin
- Kestler, Stefan (* 1962), deutscher Historiker und Mitarbeiter des Bundesamtes für Verfassungsschutz
- Kestner, August (1777–1853), deutscher Jurist, Diplomat, Archäologe, Zeichner und Kunstsammler
- Kestner, Balthasar (1561–1633), deutscher Hofschneider, Ratsherr und Kämmerer, Vertrauter von Ernst zu Holstein-Schaumburg
- Kestner, Charles (1803–1870), französischer Fabrikant und Politiker
- Kestner, Christian Wilhelm (1694–1747), deutscher Mediziner und Bibliograph
- Kestner, Georg (1774–1867), deutscher Archivar, Bankier und Kunst- und Autographensammler
- Kestner, Georg (1805–1892), deutscher Archivar und Oberinspektor, Privatgelehrter, Kunstsammler und Mäzen
- Kestner, Heinrich Ernst (1671–1723), deutscher Jurist und Hochschullehrer
- Kestner, Hermann (1810–1890), deutscher Musikaliensammler und Komponist
- Kestner, Jens (* 1971), deutscher Politiker (AfD), MdB
- Kestner, Johann Christian (1741–1800), deutscher Jurist und Archivar, Ehemann von Charlotte BuffJohann Christian Kestner (1741–1800)

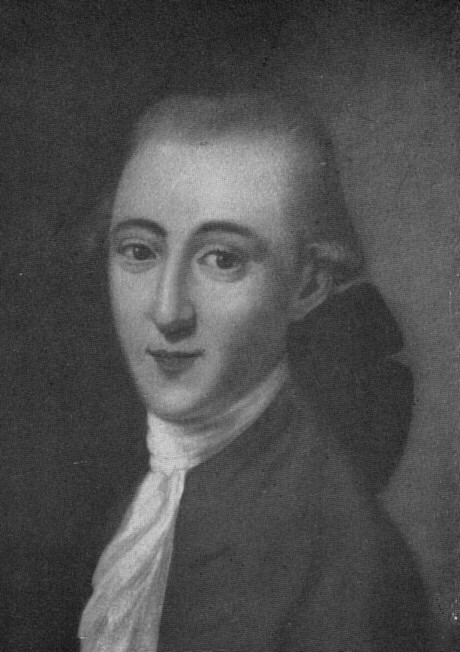
Johann Christian Kestner (1741–1800)

- Kestner, Karin (1956–2019), deutsche Gebärdensprachdolmetscherin und Verlegerin
- Kestner, Kim (* 1975), deutsche Jugendbuchautorin
- Kestner, Otto (1873–1953), deutscher Arzt und Physiologe
- Kestner, Stephanie (* 1986), deutsche Volleyballspielerin
- Kestner, Theodor (1779–1847), deutscher Mediziner
- Kestner-Boche, Ruth (1916–2015), deutsche Geigerin und Violinpädagogin
- Kestner-Köchlin, Hermann (1823–1905), deutscher Arzt und Autor
- Kesto (* 1996), Schweizer Musikproduzent mit kroatischen Wurzeln
- Kestranek, Hans (1873–1949), österreichischer Maler, Architekt und Philosoph
- Kestranek, Paul (1856–1929), österreichischer General der Infanterie
- Kestranek, Wilhelm (1863–1925), österreichischer Industrieller
- Kestranek, Zdenko (1897–1976), österreichischer Lehrer für Sprech- und Stimmbildung, Professor
- Kęstutis († 1382), litauischer Großfürst (1347 bis 1377)
- Kęstutis Lipeika (* 1938), sowjetischer bzw. litauischer Rechtsanwalt und Richter

### Kesw
- Keswick, Chips (1940–2024), britischer Unternehmer und Fußballfunktionär

### Kesy
- Kęsy, Franciszek (1920–1942), polnischer Märtyrer und Seliger
- Kesy, Jack (* 1986), US-amerikanischer Schauspieler polnischer Abstammung

### Kesz
- Keszég, László (* 1970), ungarischer Schauspieler und Regisseur
- Keszeg, Margareta (* 1965), rumänische Langstreckenläuferin
- Keszler, Andrea (* 1989), ungarische Shorttrackerin
- Keszler, Gery (* 1963), österreichischer Life-Ball Organisator
- Keszler, Uschi (* 1947), deutsche Eiskunstläuferin und internationale Eiskunstlauf-Choreografin und -Trainerin
- Keszthelyi, Ferenc (1928–2010), ungarischer katholischer Ordensgeistlicher und Bischof von Vác
- Keszthelyi, Melinda (* 1975), ungarische Badmintonspielerin, auch für die USA startend
- Keszthelyi, Rita (* 1991), ungarische Wasserballspielerin
- Keszthelyi, Vivien (* 2000), ungarische RennfahrerinVivien Keszthelyi (* 2000)

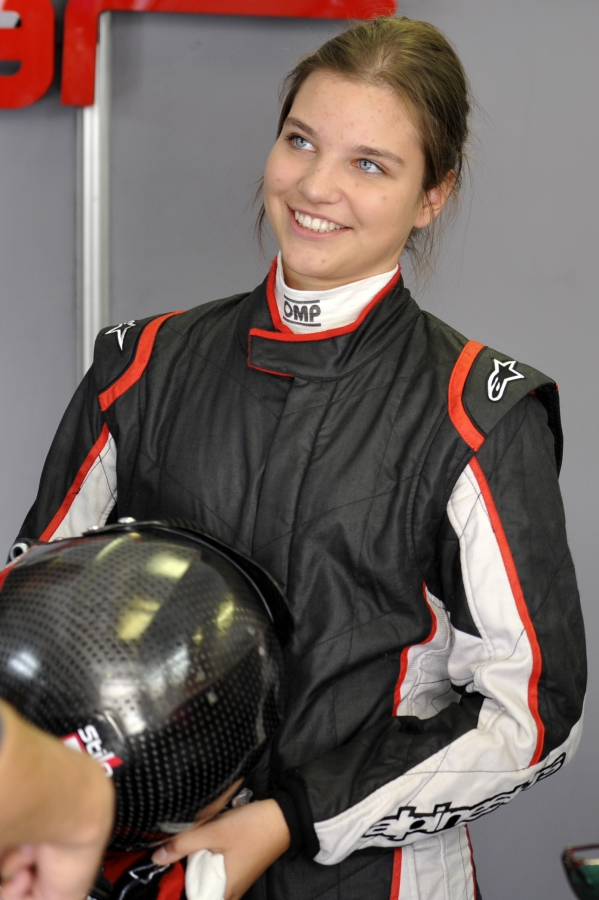
Vivien Keszthelyi (* 2000)